# 王様戦隊キングオージャー
『王様戦隊キングオージャー』（おうさませんたいキングオージャー）は、2023年3月5日から2024年2月25日まで、テレビ朝日系列で毎週日曜9時30分から10時（JST）に全50話が放送された、東映制作の特撮テレビドラマ、および作中で主人公たちが変身するヒーローの名称。

## 概要
スーパー戦隊シリーズ47作目で、スーパー戦隊シリーズでは初めて異世界を舞台とし、「昆虫」をメインモチーフとしているほか、5人全員が「王様」というチームとなっている。
第1話から第26話までは地帝国バグナラクと戦う第1部、第27話から第50話までは宇蟲五道化と戦う第2部で構成される。
YouTubeやサブスクの普及とともに、スーパー戦隊シリーズが従来ターゲットにしてきた3 - 6歳児童の「戦隊卒業」までのスパンが早まり「子ども向けの番組よりも、お兄ちゃんたちが見ているものを一緒に見たい」と背伸びした子どもたちの関心が『鬼滅の刃』『呪術廻戦』などティーン向けの作品に向かう世情を反映した『機界戦隊ゼンカイジャー』『暴太郎戦隊ドンブラザーズ』の流れを受け、例年以上に縦軸が強いストーリーとなっている。
バンダイの決算資料によれば、本年度の総売上額は前作の『暴太郎戦隊ドンブラザーズ』と同額の65億円となった一方、そのうち国内トイホビー事業の売上は通期54億円と、昨対比で2億円下回った。
東映の決算資料によれば、本作品のBlu-rayシリーズおよび地方巡業イベント「ファイナルライブツアー」は共に前年の『ドンブラザーズ』の記録を大きく上回る売上を記録。2024年冬にはスーパー戦隊シリーズ初となる期間限定の特設ショップ『王様戦隊キングオージャー　POP UP SHOP』が開催され、全国4都市で3万人以上を動員。翌年に全国8都市の拡大展開となった『爆上戦隊ブンブンジャー　POP UP SHOP』へ繋がる結果を残した。
特に『王様戦隊キングオージャーファイナルライブツアー』は、前年の『暴太郎戦隊ドンブラザーズファイナルライブツアー』売上と比較して約160パーセント（1.6倍）となる、戦隊シリーズのライブで歴代最高の売上高を記録している。

## あらすじ

### 第1部（第1話 - 第26話）
かつて5人の英雄と守護神キングオージャーが地帝国バグナラクを打ち倒し、人類を救った。その後、シュゴッドとともに5つの国が生まれ、5人の英雄は各国の王となり長きに渡る平和が訪れるが、「2,000年の時を経て地の底からバグナラクは蘇る」という予言通り、予言の年を迎えた現代のチキューでバグナラクが復活した。
始まりの国シュゴッダムの国王ラクレス・ハスティーは、バグナラクの脅威から世界を救う名目でンコソパの国王ヤンマ・ガスト、イシャバーナの女王ヒメノ・ラン、ゴッカンの国王リタ・カニスカ、トウフの王殿様カグラギ・ディボウスキをシュゴッダムに召集する。5王国同盟の調印式が執り行われ同盟は締結寸前になるが、ヤンマがラクレスに操縦権があることに反発して降りたことで、同盟は不成立に終わる。
その後、バグナラクがシュゴッダムを襲撃。国民が犠牲になる中でヒメノ、リタ、カグラギはキングオージャーに変身しバグナラクと戦う。そんな中、戦いに巻き込まれたシュゴッダムの国民ギラはラクレスが戦線に出てきていないことを知り王宮に乗り込むも、そこでラクレスの本性と真の目的を知る。激怒したギラはラクレスに反旗を翻して王のみが使えるオージャカリバーを奪取し、クワガタオージャーへと王鎧武装してシュゴッダムに侵攻してきたバグナラクを倒すが、反逆者としてラクレスにより死罪を宣告されシュゴッダムを追われることとなる。
ギラはゴッカンに投獄され裁判にかけられるが、ギラがラクレスの弟であるギラ・ハスティーということが判明し、無罪判決を受ける。
そんな中、2,000年前の伝説の語り部にして、歴史から消された6人目の英雄とバグナラクの女性との間に生まれた混血児であるジェラミー・ブラシエリ / スパイダークモノスが現れる。彼は5王国とバグナラクとの共存を目的に独自に暗躍する。
ラクレスはジェラミーとともにバグナラクとの和平条約の締結を図るが、バグナラクはその裏をかいてシュゴッダムを侵略する。しかし、ギラたち5人は5王国同盟に代わる新たな同盟として「五王国異様事案対策用戦略救命部隊=王様戦隊キングオージャー」を結成し、バグナラクを撃退する。ギラは2度目のラクレスとの決闘裁判に臨んで勝利を掴み、シュゴッダムの国王に就任する。
そして2,000年前の戦いが何者かに仕組まれていたこと、ジェラミーがバグナラクを悪として伝説を流してしまったことが発覚し、バグナラクとの最終決戦へと向かう。

### 第2部（第27話 - 最終話）
バグナラクとの決戦から2年後。バグナラクはジェラミーを王とする第6の国家として正式に樹立されたが、バグナラクとの一連の戦いを仕組んだ黒幕であった宇蟲王ダグデド・ドゥジャルダン率いる一派がチキューに襲来し、バグナラクは壊滅的な被害を受ける。彼らこそが。王様戦隊はチキューを「整理」として滅ぼさんとするダグデドたちとの新たな戦いに挑む。
宇蟲王一派に翻弄されチキューの情勢が混迷する中、王様戦隊はダグデドの手で別の惑星に飛ばされ、獣電戦隊キョウリュウジャーに出会う。そこはチキューとまったく異なる別の惑星「地球」であり、キョウリュウジャーの敵であるデーボス軍に支配されていた。王様戦隊とキョウリュウジャーは協力してデーボス軍を倒し、地球を解放する。
何とかチキューに戻って来た王様戦隊だが、チキューは宇蟲王一派に完全支配されてしまっていた。シュゴッダムの王座には「シュゴ仮面」と名乗る謎の人物が居座っていたが、その正体はギラに敗れて死んだはずのラクレスであり、ある思惑から宇蟲王の配下になっていた。王様戦隊は各国を奪還していくが、その先にギラの出生の秘密やラクレスの真意、15年前にチキューを襲った災厄・神の怒りの真相などが明らかになっていく。

## 登場人物

### 王様戦隊キングオージャー
国境を越え、利害を排除し、敵を国同士が一丸となって倒すために、新たに王たちが結成した同盟組織の通称。正式名称は「五王国異様事案対策用戦略救命部隊」で、通称は守護神「キングオージャー」に由来するものである。
- 従来のヒーローのデザインラインと変えるため、いつもよりもプロテクターのようなパーツが多いが、それでは仮面ライダーに寄ってしまうことから、赤や青など、ほぼ単色にしている[12]。王様戦隊であることから、王様らしさが欲しいというオーダーがあり、各国のエンブレムを足したり、片側の肩にマントを付け加えたりしている[12]。スーパー戦隊であることからマスクはシンプルということとなり、1匹の虫が顔にボンッと張り付いたような形でデザインしている[12]。昆虫は頭、胸、腹の3つに大きく体が分かれているため、デザインの落とし込み方はそれぞれのモチーフごとに異なるが、3分割を共通のルールとして取り入れている[12]。
- アップ用スーツは、背中のバレを防ぐためにファスナーが背中中央ではなく左脇後方に設けられ、マントで覆われている[13][14]。本作品の女性メンバーのスーツはスカート状のスーツになっていない[15][16]。

ギラ・ハスティー
シュゴッダム国の「邪悪の王」を自称する男。シュゴッダム城下にある児童養護園で育った一般国民で、誰とでも仲良くなれることができ、みんなのことを考え、子供たちを守るためであるならば自己犠牲も厭わない心優しい純真無垢な性格ではあるが、常にヒーローごっこでは悪役を演じていたため、偉そうな口調で口癖は「俺様が世界を支配する！」という誤解を招くものとなっている。
普段の一人称は「僕」だが、邪悪の王を演じる際には「俺様」になる。
バグナラクがシュゴッダム王都に侵攻した際にラクレスの目的を知り、ラクレスの正義を討ち滅ぼして子供たちを守るために彼からマントとオージャカリバーを強奪してクワガタオージャーへと変身して邪悪の王を名乗り、ゴッドクワガタとキングオージャーを覚醒させるが、ラクレスによって反逆者とみなされて指名手配され、国から追われる。
だが、カグラギの陰謀で他国をキングオージャーで侵略したとして、ゴッカンで国際裁判にかけられた際に、リタによってシュゴッダム王家・ハスティー家の血族で、ラクレスの実弟・ギラ・ハスティーであることが判明したため、リタから無罪放免を言い渡され、自身を含めた5王国の王と王子によって5王国同盟を結ぶ。
その後、シュゴッダムに帰還してラクレスから幼少期に誘拐されて行方不明となるも、ギラの存在そのものを王家の名誉に関わる不祥事として隠蔽されていたことが明かされる。しかし民を道具にするラクレスを信じることができないでいた。その後、シュゴッダムを襲撃したサナギムを倒すためにゴッドスコーピオンを覚醒させるが、ラクレスが召喚したキングオージャーをゴッドスコーピオンが攻撃したことで、国民から再び国家叛逆の罪人として認識されてしまう。
2年後はラクレスと同じ服を着ており、髪型も長髪でセンター分けとなっている。
その正体は、ダグデドの力によってラクレスの実弟として生まれた生命体であり、レインボージュルリラを幼少期に食べていた影響で、過去にハスティー家で過ごした記憶を失っていたが、徐々に取り戻しつつある。
- 名前の由来は、ギラファノコギリクワガタ。フルネーム“ギラ・ハ”スティーと”ギラファ”、シュゴッダム王家の名”ハスティー”の由来になった古代の昆虫ライニオグナサ・ハースティを重ねた名付けになっている。
- 当初は国王という設定であった。性格ではなく、決め台詞を先に決めようと提案し、悪役言葉で誤解されがちな主人公という方向性が見えてきたといい、悪役を子どもたちとのごっこ遊びでやっていたということにすれば、主人公の人間性を表すエピソードにもなる、としてキャラクター像が決まっていったという。
- ギラ役の酒井は、第1部でのギラの手を大きく広げたポーズを見て、「軽いなぁ」と感じており、第1部ではそれでも似合っていたが、第2部での成長したギラでは、王様としての威厳を持たせようと考え、ラクレスの風格のある所作を取り入れている。上堀内からは「2年後だからといって、芝居を変えないでいい」と言われていたが、第29話で上堀内からドゥーガにフッと笑うという演出をつけたのを見て、複雑に考える必要はないという意味で、ギラのちょっとした成長を望んでいたと気付き、それ以降は少し声のトーンを落としてセリフを言うなど、さり気なく序盤でやっていなかった芝居をしているという。

クワガタオージャー
ギラ・ハスティーが王鎧武装した姿。スーツカラーはレッド。変身時の固有音声は「クワガタ！（Qua god!）」。
キングズウエポン薙刀モードを駆使した大型剣技を得意とし、シュゴッドとも心を通わせることができる。
- 胸にあたるラインを頭を表す目と腹を表す口の間に入り、口が2分割されているようにも見える少し変わったデザインラインになっている。下の2分割部分から外側に出ている突起はクワガタの6本脚となっている。
- ゴーグルはクワガタムシがモチーフとなっており、演者の眼がアップ時に透けないように薄い紗幕をマスク内側に貼られている。

キングクワガタオージャー
クワガタオージャーがオージャクラウンを「王鎧武装 始祖光来！」の掛け声で被ることでパワーアップした姿。
戦闘能力がシュゴッドの加護を受けて飛躍的に上がった。敵の光線や銃撃をキングオーサマントによって受け流し、身を守ることが可能。
- クワガタオージャーとオオクワガタオージャーを1つの最終武器で強化させるということで、全身金と金銀の強化をスーツ流用とアーマーの貼り替えでやることとなった。
- ボディは金色のクワガタが全身に張り付いているシルエットで整えている。胸アーマーにクワガタの頭部、腰の前垂れが腹部、腹アーマーが胸部、上腕、肩から二の腕、腰の両サイドに脚を模したディテールを入れて、クワガタ1匹を模している。頭部は、ロボに紐づくコーカサスオオカブトというモチーフがあったため、頭部にコーカサスの3本角に見立てた王冠をそのまま冠している。頭部の宝玉は、レッド、イエロー、ブルー、ホワイト、ブラック、パープルと各戦士のキーカラーが時計回りに配されている。

ヤンマ・ガスト
ンコソパの国王。シュゴッダムの下請け仕事を請う属国的存在であったスラム街で生まれた捨て子であり、育ての親であったギンに教えてもらった技術を駆使し、ラップトップパソコン一つでてっぺん（国王）まで成り上がって自国の国力を、大幅に技術革新によって向上させてきた野心家であり、国民には「総長」と呼ばせている。
喧嘩っ早い性格で口も悪く、「タコメンチ」「スカポンタヌキ」などの独特な悪口で相手を罵倒し、ンコソパ流の喧嘩である「ハッキングタイマン」では大多数を同時に相手にしても勝利するほどの強さを誇るが、まったく喧嘩慣れしていない一面も持つ。しかし、時には喧嘩もする国民を「上下関係を超越した仲間」として守っており、国民からは熱烈に信頼されている。「ボロ」と呼ばれる古びたパソコンを愛用し、インターネットなどのンコソパで開発されたシステムの管理も全て自らが行なう。
その強い向上心から、他者に対しては絶対に媚びへつらうことや自分の信念も曲げようとはしない。そのため、5王国の国王による調印式の際にはラクレスがキングオージャーの操縦権を握ることに不満をあらわにすると共に彼に「予言を口実に力を独占しようとしている」と指摘して同盟を結ぶことを唯一拒否し、指名手配となったギラを匿ったことでラクレスの怒りを買い、ンコソパが5王国同盟から外された。そして、ラクレスから同盟の維持と誠意を示すために犠牲となったシュゴッダムの民への跪いての謝罪とギラの引き渡しを要求されるが、前述の理由からこれらをする気はないと固辞してはねつけた。
5王国同盟においては、自身やラクレスの代わりにシュゴッダムの王子であったギラを含めた5王国の王と王子で、リタによって改めて結ばれている。
宇蟲五道化が来るまでの空白の2年間には、ウルトラPC「天上天下唯我独尊」開発のため全世界の電力を使い果たした罪でゴッカンに投獄されていた。
- テクノロジーの国があったことから、5人の中でまず最初にそこの王様はどうすれば面白くなるかを考えたといい、頭のいいメガネクイッ系になりがちだが、ヤンキーなら逆に面白いとヤンマを思いついたという。当初のイメージではもっとオラついていたが、渡辺の演じるヤンマは王様ということを忘れずに少し落ち着いた雰囲気が醸されていたという。また、元ヤンキーという設定からイメージを膨らませ、当初はパーマをかけたウエットな質感の髪型を渡辺が提案したが、もっと鋭さが欲しいという話になり、サイドがどんどん刈り上がっていって、現在のスタイルになったという。
- 渡辺の素のままでは目つきに鋭さがなく、ヤンキー映画を観たり、リーダーのようなポジションの人物が執筆した伝記や本を読んだりして研究していく中で、少しずつ「人を引っ張っていく人のカッコよさ」のようなものが出来上がっていき、現在は人と話す際には、人との距離感を表現するために、相手に対して意識的に斜めを向くように勉強したことをアウトプットしている状態だという。
- 2年後の髪型は、渡辺自身はおとなしい髪型を提案したものの、上堀内に却下されて金髪リーゼントとなり、衣裳も元々の候補であった短ランとなった。

トンボオージャー
ヤンマ・ガストが王鎧武装した姿。スーツカラーはブルー。変身時の固有音声は「トンボ！（Tone boy!）」。
キングズウエポン銃モードを用いた、目まぐるしい早撃ちを得意とし、正面にいる標的を逃さずに、戦闘をタイマンスタイルで進める。
- 額にトンボの頭が設けられているほか、眼のゴーグルは羽根、口元は尻尾と、トンボの意匠がマスク全体で表現されている。ただ、顔にそのままトンボを貼り付けると細長い棒のディテールが付いただけになってしまうため、1回上を膨らませてから下に落として、ディテールをそこに加えている。アップ用スーツのブーツは、シルエットを美しく見せるために7センチのヒール状態になっている。

ヒメノ・ラン
イシャバーナの女王。最前線で人々の救助にあたる優秀な医師である一方、「ただ我がままに、我が道をゆく！」と言って、民の生活を蹂躙するなど手段を選ばずかわいいものや美しいものを手に入れようとする傍若無人で非常識なまでの我儘な困った性格だが、そのわがままは民を医者として救うべきものを決して譲らない信念による振る舞いでもある。普段は美しくないものを極端に嫌悪するが、民を守るためであれば美しさよりも人命を最優先し、汚れることも躊躇しない。
前国王で父親のディードと母親のメタリーを15年前の神の怒りによって亡くしており、セミデミシュゴッドに酷似したガーディアンシケイダーを使役していたジェラミーが神の怒りを引き起こしたのではないかと考えていたが、リタによって彼が無実であること、自国で制作されたアニメ『もっふんといっしょ』が、幼くして王となった自分を支えるために制作されたものであることを知り、ジェラミーと会話する決意を固めた。
宇蟲五道化が来るまでの空白の2年間には、1,000メガトン級の花火を打ち上げ各国に飛び火した罪でゴッカンに投獄されていた。
- ヤンマの対になる存在として、女の子が憧れるきらびやかで奇麗なお姫様ということとなった。
- ヒメノを演じる村上は、両親を失ったという事実があるということをベースに役作りをしてほしいという説明を受けたといい、具体的に人物像を聞いたわけではなく、ヒメノというキャラクターを現場で芝居をしながら固めていったという。
- アクセサリーは衣裳に合わせたものを村上自身が買ってきたり、コスメ道具もヘアメイクに相談して、試行錯誤したという。ヘアースタイルは各話ごとに変えているというが、2年後はエクステを付けて色を変えていく方向にシフトするものとなった。変身シーンでは、カマキリオージャーのスーツアクターを務める坂梨から、目線を90度ごとに動かすといいと言われたため、ターンがしやすくなったという。

カマキリオージャー
ヒメノ・ランが王鎧武装した姿。スーツカラーはイエロー。変身時の固有音声は「カマキリ！（Come and Kick it!）」。
敵をキングズウエポン鎌モードを用いた回転斬りで蹴散らし、わがままな性格ゆえに周囲を気にしないスタイルで戦う。
- マスク前面は正面から前脚を構えたカマキリを捉えた意匠となっている。女性ということから、鋭利なカマキリの鎌になりすぎないように、ゴーグルのラインには気を遣っている。

リタ・カニスカ
ゴッカンを治める国王にして、世界の中立を守る国際裁判所の国際最高裁判長。「中立」を信条としているため、その表情を襟で隠し、性別も公表していない。何事においても中立を貫き、冷徹無比・質実剛健を地で行き法に基づいた正確な審判を下す。その職務柄もあって、表に感情を出さない冷静沈着かつ保守的で慎重な性格で口下手でもあることから、威厳がある冷たい堅物に思われているが、実際は情に厚く、心のキャパシティがいっぱいになると突然奇声を発したり、自室兼仕事部屋で1人でいる際には『もっふんといっしょ』のキャラクターで、イエティのような見た目のもっふんのぬいぐるみを相手に一人会話で心情を吐露している。
カグラギから、ギラがトウフ国の領土を侵略したという嘘の通報を受けてトウフ国を訪れて彼を捕らえてゴッカンに連行し、国家叛逆の罪で国際裁判にかけようとする。だが、ギラが幼少期にコーカサスカブト城で供されていたレインボージュルリラを食べていたこと、他国の王や民への聞き取り調査やヒメノがギラとラクレスのDNAを鑑定した結果などから、ギラがシュゴッダムの王子であることを知り、彼に無罪を言い渡す。
前国王兼裁判長カーラスの遺言によって、10歳の時に次期国王兼国際最高裁判長に指名されている。
右目にはゴッカンに代々伝わる秘術「氷の封印」をカーラスによって宿されており、自分もろとも法で裁けない悪を封印することが可能である。
宇蟲五道化が来るまでの空白の2年間には、強制的な休息のため自ら服役していた。
- 名前の由来は、ルリタテハ。当初はシジマ・ウラーギンという名前であった。オタク気質など高野の本質の部分が少し入ってしまったといい、嘘つきなカグラギの対になる存在として生まれたともいえるという。また、もっふんとの芝居では当初はもっふんのぬいぐるみに「もうやだよぉぉお!!」と甲高い声で抱きつく感じで書いていたというが、制作発表会見を見た視聴者たちのリアクションに接したことで、ギャップの大きさに、わざとらしさを逆に感じてしまうのではないかという強迫観念に駆られ、リタに対して視聴者が抱いたであろうイメージをなるべく変えない形で、異なる側面を見せたいと思い、そのバランスを考えて、芝居の方向性を修正したという。
- 本音を誰にも明かさないという設定で、高野もキャラクターが何かをモノローグで説明するような脚本をあまり書かないため、本音を話す相手は人間ではなくぬいぐるみのもっふんだろうという必然的に生まれた設定であるという。
- パイロット監督の上堀内からは打ち合わせや台本の本読みをしていくうちに「不動」というワードやあまり感情の起伏を出さないキャラクターという話が出たが、平川本人の提案で国際裁判長として、常に物事を一歩引いた位置から客観視しているという立場、というのが採用され、撮影の中でも他の出演者といるときは、一歩引いた立ち位置をキープすることを心掛けているという。裁判長として発言する際には、言葉に説得力を持たせた声を出すようにしており、平川自身低い地声ではあるが、より低く響く安定した声にするために、判決を下す際などは、音を落として声を強めに出したりしているという。
- クランクイン時から平川は髪を切りたかったが採用されず、ロングヘアのまま撮影は進められたが、上堀内から2年後は髪を切ることを提案されてショートとなり、ジャケットも短くなっている。

パピヨンオージャー
リタ・カニスカが王鎧武装した姿。スーツカラーはパープル。変身時の固有音声は「パピヨン！（Pop it on!）」。第49話ではカーラスが王鎧武装した。
キングズウエポン弓モードを用いた、正確無比な射撃を得意とし、何事にも動じないクールな戦闘スタイルを有する。
- スーパー戦隊シリーズでは初めてパープルが初期メンバーとなっている。また、性別をリタが公表していないため、ジェンダーニュートラルとなっている。女性にも男性にも寄りたくないということから、紫の色味は約5種類の中から選んでいる。マスクは蝶の羽ばたきを表現しており、額のゴーグルが前脚と後ろ脚、額のワンポイントが蝶の頭部を模している。面取りはかなりアップダウンが激しく、グッと目元を下げている。蝶の腹は口や鼻のようにも見え、そのまま貼るのではなく1段下げてから凹ませたところに配置している。

カグラギ・ディボウスキ
トウフを統治する王殿様。元々は農民であり、前女王殿のイロキからも一目置かれるほど正直な性格であったが、国を守るためであれば己すらも欺くようになり、彼女の死後にその玉座を継いだ。料理が上手で、初対面の人に対しても手厚いもてなしを施すサービス精神旺盛な人たらし。ニコニコ笑顔で、裏が読めず、話を自らの得になるように進めるなど弁が立つ。また、敵の洗脳も効かない。
しかしその裏の顔は、二枚舌三枚舌で平気で嘘をつくことも厭わないなど腹黒く、「民のためには泥にまみれて手を汚す」をモットーに、自国の平和を守るためであればいかなることもやってのける肝が据わった利己的で高い外交能力を持つ快男児。
ラクレスからギラを捕らえるという約束を裏で結び、彼から託されたゴッドカブトに乗ってギラたちを攻撃するが、ラクレスを倒すと言ったギラを救世主と呼んで、彼らの仲間になるという口車に乗せて近づく。だが、再度ゴッドカブトに乗ってギラたちを攻撃した際にその目論見が露わとなるも、ギラから操り人形のままでは何も守れないと諭されたことで彼らとともにバグナラクを倒す。しかし、戦いが終わった後にラクレスの根回しでギラが自国の領土を侵略した国際犯罪者と嘯いて捕らえ、リタに差しだす。
ラクレスの策略によってラクレスとスズメの政略結婚が進められ、トウフがシュゴッダムの属国にさせられそうになるが、その真の目的は、ラクレスを王の座から引きずり下ろし、ギラを新たな王にするために行ったことであり、ラクレスからオージャクラウンを奪い取ってギラに渡した。
宇蟲五道化が来るまでの空白の2年間には、地中埋め込み型耕し機「ありぢごく」が対人間用とみなされて捕縛され、ゴッカンに投獄されていた。
ラクレスとはいち早く結託しており、宇蟲五道化を攻略するための計画を進めていた。
- 当初はカブラギ・ディボウスキという名前であった。農業国は牧歌的であるが、牧歌的でただおっとりとした、単純に想起したイメージであると国は守れないため、腹黒いキャラとなった。ヤンマとヒメノに対してのトリックスターが欲しかったため、平気で二枚舌三枚舌でウソをつく、子供向け番組に登場してもいいのかと思うようなキャラクターになったという。本作品では年齢制限なくキャストを募集したといい、当初はクールな男性をイメージしていたが、佳久のように年齢が高くても成立するのではないかと思い、元のイメージから外れつつも、佳久は「この人しかいない」という説得力を持っていたため、逆のアプローチではあるが、直感的に面白いと感じたという。
- オーディション段階では悪巧みだけでなく、言葉巧みにごまをする感じの設定であったというが、佳久自身は言葉巧みではあるが、パワーで最後は押し切るタイプが佳久自身のキャラクターに合っていると思ったため、そういう方向性で演じたといい、撮影が開始すると、卑屈さが初期設定よりなく、いつも笑っており、力技で何があっても押し切ってしまうようなキャラクターになっていたという。ラクレスとのシーンではハッタリを言う際にはオーバーなアクションをして、少し真面目な話をする際にはトーンを落とす、といったことを意識しているという。
- 名前の由来は、カブラハバチとチャイロスズメバチの学名ベスパ・ディボフスキ。
- 2年後の髪型は、佳久は茶髪を提案したが採用されず、髪を下ろしている。

ハチオージャー
カグラギ・ディボウスキが王鎧武装した姿。スーツカラーはブラック。変身時の固有音声は「ハチ！（Hatch it!）」。第49話ではイロキが王鎧武装した。
敵の急所をキングズウエポン爪モードで刺し、戦場を歌舞伎のように見得を切りながら動き回る。
- マスクは、バイザーが蜂の羽根、腹部の縞々が禁欲的なマスクを形成している。頭とゴーグルのベース色が同じ黒であることから、段差を付けることでゴーグルのラインを作り、ハチがモチーフであるため、ハチ部分はオレンジのラインが差し色として多用されており、ハチであることを分かりやすく強調している。また、カグラギ役の佳久とハチオージャーのスーツアクターを務める寺本との身長が違うため、途中で厚底の靴に変えている。

ジェラミー・ブラシエリ
自身を「時代遅れの語り部」と称する謎の男で、本作品の語り部である。その正体はかつて2,000年前に人類を救った歴史の闇に抹消された6人目の英雄と蜘蛛型のバグナラクの女性戦士・ネフィラとの禁断の恋の間に生まれた子供。2,000歳。本名は「ジェラミー・イドモナラク・ネ・ブラシエリ」。バグナラクと人間のどちらにも味方しており、行間に真意を隠したような文学的な落ち着いた話し方と真意が読めない言動で王たちとバグナラクの両方を引っ掻き回すトリックスターのような存在。デズナラク8世からは「半端者」と呼ばれている。
手袋で隠した右腕を含む半身はバグナラクのようなものとなっており、強靭な糸を体内で生成する特殊能力を持っている。目的は「5王国とバグナラクとの共存」であり、チキューの歴史を長きにわたって伝承し、バグナラクと人間の戦いを止めるために全てを統べる王になることを目的としている。
2年後はマントが付き、右腕も隠さずに堂々と見せている。
- 他の王様とは違い、少し暗い、ダーティーなイメージがあったため、そこを出発点として、他の5人とは異なる、異端の王様にすることとなり、王様を統べる王様になろうとする、ということにすれば、差別化できるものとして、監督の上堀内も加わって色々と練った結果、現在の形になったという。初期のころは純粋なバグナラクという設定であったが、どこかのタイミングで人間とバグナラクのミックスになったという。語り部という設定は、6人目が2,000年以上生きている設定を考え、真実の歴史が記された壁画があり、その歴史を語るのが6人目ということとなった。
- オーディションでは「ハードボイルドでキザ」という設定で、現在とは少し異なる形でキャラクターを作っていったが、第11話の撮影までの間の打ち合わせで、設定が変化していったため、オーディションでの役作りは捨て、また異なるキャラクターを演じることを考えながら、役作りをしていったといい、楽しく話しているようにすることを意識しており、表面上のジェラミーとは別に、本音で喋るシーンでは、しっかりと区別して、芝居をするように心がけているという。ナレーションでの「…とさ」というセリフはジェラミーのキャラクターが出来上がっていない時に監督の上堀内から提案されたもので、ジェラミー役の池田もその一言でジェラミーのキャラクターが固まっていったという。

スパイダークモノス
ジェラミー・ブラシエリが王鎧武装した姿。スーツカラーはホワイト。変身時の固有音声は「解放！（Guys!Go!） スパイダークモノス！」。
相手を手玉に取るように翻弄するトリッキーなスタイルで戦い、壁や天井をクモのように駆け巡り、ヴェノミックスシューターを用いて戦う。
- バグナラク属性という設定が決まり、ヒールではないが少しズラしたカッコよさがクモというモチーフに似合うと思い、鎖のディテールはいろいろ検討した中の1つであった囚人の名残りとなっている。『五星戦隊ダイレンジャー』の追加戦士・キバレンジャーを意識して白金のカラーリングでまとめている。黒金で黒の面積が増えたレジェンドキングオージャーに続く、エクストリームキングオージャーは2号ロボに紐づいた白色を入れることで、雰囲気がガラッと変わるようにしている。ボディは1匹の金色のクモが上半身に張り付いた形でデザインしており、腰布のマントにしてボロボロの裾にすることで禍々しさを表現している。鍵を使うことから鍵穴が首の後ろに付いている。
- クモの8本脚のうち前足の2本が頭頂部の飾りとなっており、先端を繋げてリング状にすることで2本角のクワガタとは異なるシルエットにしている。クモは昆虫ではないためマスクの分割ルールは他の5人とは変えている。白は透けやすい素材であることから、スーツをグレーのアンダータイツを着込んでから着用している。また、ファスナーはマントではなく腰蓑のみであることから、従来の背中中央に設けられている。

### シュゴッダム
ラクレスが治めている、巨大な機械樹がある3,000年前に建造されたコーカサスカブト型の巨大城・コーカサスカブト城を居城とするシュゴッドが宿る「すべての始まり」である最強の工業国。
屈強な兵士を多く擁しており、他国に対してもその高い武力によって力を持っている。ハスティー家の者が代々継承しており、即位の際には死の国・ハーカバーカへ先祖への挨拶として訪問する。
街や空には国民の暮らしをサポートするデミシュゴッドがいる。緊急時には各国に兵士が防衛出動する。
ギラとラクレスの2度目の決闘裁判でギラが勝ったことで、彼が新たなシュゴッダムの国王となった。
- エンブレムは西洋の王国の紋章のイメージとなっている[12]。
- 街並みはSF建物と中世建物が混在する中世欧州をイメージしている[62]。

ラクレス・ハスティー
シュゴッダムの国王。父のコーサス・ハスティーから王位を継承した。
5王国の頂点に立ち、国民からの信頼は厚い類稀なるカリスマ性の持ち主が、実際には圧倒的な戦力で他国を服従させてチキュー統一や独裁を狙い、そのために道具として国民を犠牲にしてでも利用することも厭わない冷酷な支配者。
バグナラク復活に備え5王国で同盟を締結を結ぼうとするもヤンマが同盟締結を拒否したため、バグナラクが王都に侵攻した際はその動向をわざと見過ごして、これに乗じてンコソパを始めとした他の国を侵略して5王国を統一しようとした。その姿勢をギラに非難され、マントとオージャカリバーを奪われる。
ギラとの2度目の決闘裁判に負け、谷底へと落ちるが、地球にギラたちが飛ばされていた半年間で、シュゴ仮面としてダグデドに与してシュゴッダムの国王に復帰する。そして、不死身を殺す能力をダグデドから与えられたことで、「暴虐のラクレス」として宇蟲五道化入りを果たした。だが、それはダグデドの魔の手からチキューを救うため自らが悪役となってその力で倒すためにした芝居であり、彼に反旗を翻してギラとともにダグデドを倒した。
- ドラマのコンセプトの一つとして、「ギラが王様になる物語」ということで、最初はギラは王様ではない存在として登場し、やがて王様へと成長していく、というようなキャラクターを想定していたため、ギラの国にいる別の王様として作られた。本当に悪い人なのか、それとも正義が自分の中にあってあえて悪い振る舞いをしている人なのかというところは最初に考えたといい、ギラとの関係性を太めに描く必要があるため、前半戦はラクレスの行動に焦点を当てたドラマが特に中心になっていって、当初よりも大人向けのテイストになっていったという。
- ラクレス役の矢野は、かなり先の展開まで教えられており、それを隠したまま読んだ台本を推察しつつ、真意を悟られないような表情を作ったり、あまり瞬きをしなかったり、セリフも普段喋っているスピードより二段階くらい落とすなど、視聴者にも気づかれないように演技をしているという。第2部では髪を切ったことでスッキリして痩せた見た目に見えてしまうことから、ある程度大きな体にして説得力があるように、第1部よりも6キログラム増やして演じているという。

オオクワガタオージャー
ラクレス・ハスティーが王鎧武装した姿。スーツカラーはシルバー。変身時の固有音声は「オオクワガタ！（Oh Qua god!）」。第43話ではコーサス・ハスティーが王鎧武装した。
目にも止まらぬ速さによるオージャカリバーZEROによる隙のない剣戟と容赦ないパワープレイスタイルを得意とする。
- タッチポイントを増やすために、テレビ外でのメディア展開として、YouTubeでラクレスのスピンオフ作品を配信するということとなり、その目玉の一つとして設定されたキャラクターである。
- クワガタオージャーの強化が金色になるというイメージから、銀色となった。少し挿し色を加えたり、金色のラインを入れる提案もされたが、シンプルな銀色となった。
- 撮影用スーツはアップ・アクション兼用の1着が制作された。シルバーという設定だが、薄くメタリックを含有させたグレーとなっている。銀色の体色以外はクワガタオージャーのスーツとマスクと差異はない。通常のタイツ地ではなくレザーのような素材を用いていることから、シワや質感の出方が異なっており、質感の異なる銀色にするため、デザイン画でも通常と少し色調を変えた銀色で塗っている。

キングオオクワガタオージャー
オオクワガタオージャーがオージャクラウンによって「王鎧武装 始祖光来」とパワーアップした姿。
マスク頬部分にある触角を模したキングヒゲイザーには、リアルタイムで周囲からの攻撃を感知する能力を備えている。
- キングクワガタオージャーと兼用のマスクに、カッティングシートを貼り付けることでキングヒゲイザーを装着して表現している。バストアップでクワガタオージャーとは頭部と胸が違うように見せるため、キングクワガタオージャーが金色のベーススーツであるのに対し、キングクワガタオージャーのパーツをオオクワガタオージャーのベーススーツに装着し、ところどころ見えるアンダーの服とバランスがとれるよう、胸、腰、腹のアーマーにカッティングシートを貼り付けることで挿し色でシルバーを表現している。その挿し色の部分が「兄」という文字に見えるようになっている。
- アクション監督の渡辺のアイデアで、クワガタの顎を模したオージャカリバーZEROとオージャクラウンランスの二刀流となった。

ドゥーガ
屈強なラクレスの側近。他を寄り付けない威圧感と鋭い眼光が持ち味の、シュゴッダムの「武」を司る右腕的存在。帯刀した真剣で、国が危機に瀕した際には戦場に出向いて敵と勇敢に戦う。
ラクレスが行方不明となり、シュゴッダムを飛び出して他国で就職活動を行うも採用されず、最終的に新たな国王となったギラの側近になり、王様として未熟であった彼に仕え、忠誠を誓う。
ゴッドキングオージャー初回合体時は、ガーディアンヘラクレスに搭乗した。
- ドゥーガ役の森岡は、ラクレスの格が下がらないように、綺麗な立ち姿にしているという。また、2年後のドゥーガはそれなりの年齢であるため、そんなに変化することもないと思い、以前のように無表情で芝居をしていたが、上堀内から少し柔和な感じを求められ、2年間でラクレスからギラに仕える相手が変わったことから、丸くなったり、寛容になったと解釈して、ちょっとしたところで微笑んだり、いろんな側面を出している。ラクレスに対しては畏敬の念であったが、ギラには純粋に心からほれたような感覚で、ラクレスに拾ってもらったことで現在のポジションにいると思っていたのに対して、ギラのことはゼロから自分が支えて、本物の王様に育てたいという思いから始まったが、ギラの内面に秘めたものに惹かれ、ラクレスのころとは異なった意味で命を捧げる覚悟があったと感じたという。

ボシマール
知的なラクレスの側近。にこやかな表情で柔らかい物腰のが特徴的の、シュゴッダムの「智」を司る左腕的存在。
実はカメジムが化けていた偽物であり、本物のボシマールを殺害して擬態し、スパイ活動を長年に渡って続けていた。
ダグデドとの最終決戦では現世にハーカバーカから舞い戻る。

コガネ
ギラとともにシュゴッダム城下町の児童養護園で暮らす少女。シュゴッダムの下町で平和に暮らし、ギラとは家族のような間柄である。
バグナラクの王都侵攻の際に瀕死の重傷を負うが一命を取り留め、シュゴッダムを追われたギラの帰還を望んでいた。
ゴッドキングオージャー初回合体時は、ブーンとともにゴッドアントに搭乗した。

ブーン
ギラとともにシュゴッダム城下町の児童養護園で暮らす少年。シュゴッダムの下町で平和に暮らし、ギラとは家族のような間柄である。
ギラがシュゴッダムを追われてからも「ギラ兄ちゃんは悪くない」と語り、彼の帰還を望んでいた。
ゴッドキングオージャー初回合体時は、コガネとともにゴッドアントに搭乗した。

ゴローゲ
何事にも日和見主義なシュゴッダム国民。大きな声で、民を煽動することもしばしば。

### ンコソパ
ヤンマが治めている、国の中心部にそびえたつ激しい雷がほとばしるペタ城を居城とする最先端のテクノロジーを誇るIT大国。
国内の文化や施設のほとんどが電子制御化されており、パソコンやスマートフォンによるアクセス操作で成り立っている。全国民がITに精通しており、インフラに関係するソフトやシステム、国内外のデータ設備や通信環境のサポート、輸送機などの管理、あらゆるテクノロジーの供給を他国に対しても行っている。
2年後はヒルビルによって荒廃するが、0から1を生み出す能力に長けたヤンマと側近のシオカラを筆頭に復興へと歩み出した。
- エンブレムはサイバーな企業ロゴとなっている[12]。

シオカラ
ヤンマを尊敬する側近にして舎弟。人懐っこい性格で、ヤンマに心酔する一方で、彼の喧嘩っ早さを危惧してもいる。
ゴッドキングオージャー初回合体時は、ガーディアンローリングに搭乗した。
数年前まではアッカ・ウスバ・マユタとともに不良組織の一員で、荒れ果てた国に絶望し、偽札製造などの違法行為に手を染めており、初対面であったヤンマに対しても生意気な口を利くヤンキーそのものであったが、ヤンマの男気にほれ込んで改心し、たとえ命を落としても彼に仕えたいという覚悟を持つ。
- 名前の由来は、シオカラトンボ。
- 当初、脚本では一人称は「俺」であったが、第1話の冒頭のシーンで「一人称を変えたい」と上堀内に相談して「おいら」となった。

アッカ
オールバックヘアー姿のンコソパの民。
ゴッドキングオージャー初回合体時は、ゴッドクモに搭乗した。
- 名前の由来は、アカトンボ。

ウスバ
サングラス姿のンコソパの民。
ゴッドキングオージャー初回合体時は、ゴッドテントウに搭乗した。
- 名前の由来は、ウスバキトンボ。

マユタ
ゴーグルを掛け、ピンクの服装をしているンコソパの民。
ゴッドキングオージャー初回合体時は、ゴッドテントウに搭乗した。
- 名前の由来は、マユタテアカネ。

### イシャバーナ
ヒメノが治めている、国の中心部にそびえたつ巨大な花びらに包まれたフラピュタル城を居城とする医療と美の国。
美しい建造物やフラワーガーデンが街中に埋め尽くされ、ゴンドラやスワンボートで水路を移動する。他国に対しても医療供給を行っているほか、福祉が充実しているため、非常に国民の幸福度が高い。
2年後はヒメノを始めとする国民がカメジムによって未知の病に侵されたが、ヒメノの国を思う気高さや高い医療技術、セバスチャンとの連携プレーによって、国を奪還する。
- エンブレムはオリエンタルな雰囲気のものとなっている[12]。

セバスチャン
ヒメノの側近。本名はロマーネ・ディアーボーン。執事歴は3年で実年齢は25歳だが、ヒメノによる「執事っぽくしろ」との命令を受け特殊メイクにより老齢の外見にされており、名前も「セバスチャン」に改名させられた。困った際にはヒゲを触っている。
ゴッドキングオージャー初回合体時は、ゴッドスコーピオンに搭乗した。
イシャバーナで1,000年続く侯爵家が嫡男であり、女性が気絶してしまうほどの美貌の持ち主であったが、その美貌で人を傷つけることに悩み自害しようとしていたところをヒメノに止められ、顔と名前を変え執事となった。
- 背中が曲がるとセバスチャンっぽくないため、一歩右足を引いて、背筋を伸ばし、スッとダンサーのように立つことを強く意識したという。

エレガンス・モーン
医療チームの医師長。戦場でも堂々と行動し、瞬時に民の怪我を治療する。
ゴッドキングオージャー初回合体時は、ゴッドクモ（赤）に搭乗した。

クレオ・ウルバヌス
華麗な身のこなしで、ヒメノに仕えるメイド長。
ゴッドキングオージャー初回合体時は、ガーディアンスネイルに搭乗した。

### ゴッカン
リタが治めている、国の中心部にそびえたつ豪雪の山脈に閉ざされたザイバーン城を居城とする永久凍土に閉ざされた雪が年中降る国。
身寄りがない者、体裁に異を唱える者、はぐれ者たちがあつまる多様性の国で、すべての国際犯罪者がその罪を裁かれる各国中立のための国際裁判所としての役割も担い、城内のマイナス10度の牢獄に有罪となった者を投獄する。
- エンブレムはゴッカンが雪国であることから氷がモチーフとなっている[12]。

モルフォーニャ
ものぐさな性格であるリタの側近。ゴッカン国王の跡継ぎ候補でもある。ザイバーン城内の牢屋に投獄された罪人は悪態をつくものが多いため、怖がっていることが多い。
元々はゴッカンに投獄された罪人夫婦の獄中で生まれた子供で、手癖の悪い脱獄の常習犯であり、リタとともに幼少期に法を学校で学んだ幼なじみのような存在。
ゴッドキングオージャー初回合体時は、ゴッドホッパーに搭乗した。
- 名前の由来は、モルフォ蝶。

### トウフ
カグラギが治めている、国の中心にそびえたつ棚田に囲まれた超巨大な屏風とタキタテ城を居城とする農業の国。
「チキューの台所」と呼ばれるほどの農業国であり、食料自給率100パーセントを誇り、さまざまな地形や気候、5王国の中でも最も広大な土地の豊かさで育ったあらゆる作物や貿易で得た利益によって、平和でのんびりとした空気が国全体に流れている。
- エンブレムはトウフが和風っぽい国であることから家紋となっている[12]。

クロダ
カグラギの側近の黒子。華麗な身のこなしで、高い身体能力を持つ。普段は寡黙だが、イケボの持ち主で料理上手。素性は不明だが、農民時代のカグラギを知っており、旧知の仲とみられる。
ゴッドキングオージャー初回合体時は、ゴッドカブトに搭乗した。

スズメ・ディボウスキ
カグラギの妹。幼少期から病弱な体質。ラクレスによって建前上は婚約者候補とされているが実質的な人質となっている。カグラギと同様に、目的のために相手を欺くこともあり、実際にはカグラギと結託してシュゴッダムの秘密を探るためにラクレスと結婚し、隙あらば命を奪おうとしていた。しかし、やがてラクレスを心から愛するようになっていたほか、彼の本心にも薄々勘づいており、トウフに帰ることなくラクレスのそばに留り続ける。
ゴッドキングオージャー初回合体時は、ガーディアンシケイダーに搭乗した。
- 名前の由来は、スズメバチ。
- 女王様ムーブをする際にはキツい感じにならないように、かわいらしく演じてほしいと指示されたことで、それを心掛けているという。

### 獣電戦隊キョウリュウジャーとその関係者
プリンス
第32話・第33話・第40話に登場。桐生ダイゴによって次世代の戦士と認められ、時空を超えた新生デーボス軍に支配された未来の地球から、キョウリュウジャーの仲間が地球に送り込んだ青年。本名は桐生ダイゴロウで、桐生ダイゴとアミィ結月の息子。立風館ソウジを師匠に持つため、ソウジの無双剣に酷似した構えをとる。最強のブレイブを持つ次世代の戦士を自称するが、力任せの粗削りな戦い方で、未だ覚醒できずにいた。
チキューからやってきたギラとの決闘で剣が相棒であるというソウジの言葉の意味に気付いたことで、最強のブレイブを持つ次世代の戦士として覚醒し、ゴッドクワガタに認められたことで、キングキョウリュウレッドへとキョウリュウチェンジする。
その後は地球を離れてガブティラを探していたが、チキューを訪れ、ギラたちの窮地を救った。
- キョウリュウレッドに付随する玩具展開があったことから、ダイゴとアミィの息子を出すこととなった。

キングキョウリュウレッド
プリンスがキョウリュウチェンジする戦士で、挟撃の勇者である。キョウリュウレッドカーニバルに酷似したマスクとキングオージャーに似たアーマーをボディーに身につけている。
敵を仲間と協力して左右から挟み込むコンビネーションスタイルの戦闘を得意とする。
- クワガタオージャーのアーマーをキョウリュウレッドに装着させるところから始まったが、キョウリュウジャーのボディのデザインラインが斜めであったため、斜めのラインがアーマーの下に出るのは違和感がありそうだと思い、キョウリュウレッドカーニバルが素体となった。
- マスク・タイツ地部分はキョウリュウレッドカーニバルと同一で、肩プロテクターと胸はクワガタオージャーと同型のアップ用アーマーの胸の紋章を差し替えて装着している。スーツは『獣電戦隊キョウリュウジャー』でキョウリュウレッドのスーツアクターを務めた押川善文のサイズで、靴のみはキングキョウリュウレッドのスーツアクターを務めた縄田雄哉のサイズとなっている。

キョウリュウレッド
第32話・第33話に登場。キョウリュウゴールドとともにダグデドを追ってプレズオンに乗って宇宙に旅立っている。

イアン・ヨークランド
第32話・第33話に登場。日本の洞窟内にある2,000年以上前からあるキョウリュウジャーの歴史が記された壁画を調査してダグデドの手がかりを探している。
キョウリュウブラック
イアンがキョウリュウチェンジする戦士。

有働ノブハル
第32話・第33話に登場。仲間たちとともにデーボス軍に反撃する準備をしている。キャンデリラとの結婚を控えている。
キョウリュウブルー
ノブハルがキョウリュウチェンジする戦士。

立風館ソウジ
第32話・第33話に登場。キョウリュウチェンジができなくても、ゾーリ魔たちを生身で一掃する剣技を誇る。
キョウリュウグリーン
ソウジがキョウリュウチェンジする戦士。

アミィ結月
第32話・第33話に登場。デーボス軍に捕らわれた獣電竜を探し出す。
キョウリュウピンク
アミィがキョウリュウチェンジする戦士。

キョウリュウゴールド
第32話・第33話に登場。キョウリュウレッドとともにダグデドを追ってプレズオンに乗って宇宙に旅立っている。

キャンデリラ、ラッキューロ
第32話・第33話に登場。デーボス軍の戦騎であったが、現在はキョウリュウジャーの仲間となっている。

ジェントル
第32話に登場。かつてはアミィの執事であったが、現在はブドウなどの農作物を農場で作っている。

福井理香
第32話・第33話に登場。ノブハルの姪。レジスタンスの避難所で子供たちの世話をしている。

福井優子
第33話に登場。ノブハルの妹で理香の母。親子で避難所を手伝っている。

## 装備・戦力

### 王様戦隊キングオージャーの装備
すべての装備はエンジニアであるヤンマが開発した。
オージャカリバー
王様戦隊の長剣型の変身アイテム。王者のみが生体認証によって使える王剣で、王者たちはそれぞれの国のシュゴッドと剣を通じて交信を取る。
- 前2作が銃モチーフの変身アイテムであったため、本作品では剣となった。劇中に連動アイテムが出ないことから、これで1年間ずっと遊べるものにするため、変身や必殺技、ロボの召喚と合体もできるアイテムとなった。
- 変身する5人それぞれのモチーフの虫の特徴を取り入れたスイッチが5個付いた剣となった。モチーフが王様であることから、剣のグリップが木目となった。
- アップ用プロップには可動ギミックが仕込まれている。スーツのホルダーは抜刀が可能な可動式と納刀固定の2種類が制作されている。

変身
鍔の各モチーフのスイッチを可動した後、トンボ→カマキリ→パピヨン→ハチ→クワガタの順番ですべてのスイッチを操作することで、「You are the KING, You are the You are the KING! ○○（対応した戦士名）オージャー！」の変身音声が鳴り、キングオージャーへと王鎧武装する。各モチーフのスイッチを可動してからクワガタのツノを下ろすことでの短縮変身も可能。
必殺技
「オージャチャージ！」の音声と共にトリガーを長押しした後、各モチーフのスイッチを3回操作し、トリガーを押すことで必殺技・オージャフィニッシュを発動させる。
召喚・合体
「シュゴーッド！」の音声と共にクワガタのツノを長押しした後、各モチーフのスイッチを操作することでシュゴッドを召喚する。その後、トリガーを押すことで合体指令を送り、「KING! KING! KING-OHGER!」の音声と共にキングオージャーへと合体させる。
王鎧武装・凌牙一閃
剣の隠しコマンドを解除し、「王鎧武装・凌牙一閃」の掛け声で剣を天に向け、覚醒したシュゴッドのエネルギーを受けることで、羽根や角、針などのシュゴッドのパーツがオーラのように浮かび上がったシュゴッドと一体化したような強化形態へとパワーアップする。ただし、発動後は体中がボロボロになって動けなくなるなど使用者の負担が著しいため、短期決戦でしか使用できない。

キングズウエポン
王たちの持つ多変形シールドで、盾として使用するほか、それぞれの昆虫の特性を取り入れた武器としても変形可能。
- アップ用プロップにはギミックが仕込まれており、補強材の金属芯棒が入っているため、バーベルを持っている感覚に近いほど重いという。アクション用は各武装に応じて適宜サイズが変更されている。

剣モード
クワガタオージャーが主に使用する180度刃を展開させることで完成する形態。
薙刀モード
クワガタオージャーが主に使用する中距離の戦闘に特化した合体モードで、オージャカリバーを剣モードの下のジョイント部分に連結させて完成する。
銃モード
剣技が苦手なトンボオージャーが主に使用する中距離の射撃に特化したモードで、展開させずに銃のようにグリップの上部分を持つことで完成する。
鎌モード
カマキリオージャーが主に使用する近距離戦に特化したモードで、左サイドのブレードを横に90度展開させて完成する。
- 刃を拡げたアクション用モデルも存在する。

弓モード
パピヨンオージャーが主に使用する超遠距離の射撃に特化したモードで、両サイドのブレードを横に大きく90度展開させて完成する。素早く光矢を撃ち出す。
爪モード
ハチオージャーが主に使用する超近距離戦に特化したモードで、両サイドのブレードを横に小さく展開させて先端部分と併せて三叉の刃にすることで完成する。近くにいる敵の体を3本の爪で引き裂く。

キングズホットライン
王様と側近が所持するベルトのバックルを取り外したスマートフォン型端末。王様同士で厳重にセキュリティ保護された通信回線によるトップシークレットの会話が可能。
- 腰に剣を付けたいということからホルダーを装備したベルトとなっているが、バックルは当初の案にあったスマートフォンとなっている。
- 実際のスーツでは固定式となっている。

キングスピーダー
ゴッドクワガタの一部で、クワガタオージャーが主に乗るクワガタムシ型のホバーバイク。強力なバッテリーとエンジンを搭載し、機体下部にあるブースターでホバリングし、障害物を弾きながら飛行する。
- バイクそのままの形であると仮面ライダーシリーズに抵触してしまうため、クワガタオージャーの乗り物であることからクワガタモチーフのタイヤのないスピーダーとなった。

### オオクワガタオージャーの装備
オージャカリバーZERO
オオクワガタオージャーの王剣。2,000年前の初代シュゴッダム国王から受け継がれており、ハスティー家の遺伝子を持つ者にしか扱えないが、ラクレスの涙と血に含まれていた王の遺伝子によって起動した。ゴッドクワガタZEROの力によってシュゴッドたちを強制的にキングオージャーへと合体させることが可能。
- オージャカリバーの色案に王様らしいキンキラキンの剣というものがあったが、発光を目立たせるためにあまり派手にしていなかったが、ロボに合わせて金色を剣に落とし込んでいる。プロトタイプということから、スイッチは1個のみで、ゴッドクワガタZEROに入っている赤色をシュゴッド由来のディテールとしてラインで加え、少しヒロイックにしている。

変身
鍔のクワガタトリガーを2回操作することで、「Lord of the, Lord of the Lord of the Shugod オオクワガタオージャー!!」の変身音声が鳴り、オオクワガタオージャーへと王鎧武装する。
必殺技
「オージャチャージ！」の音声と共にクワガタトリガーを3回操作し、トリガーを押すことで必殺技・ロードフィニッシュを発動させる。

### スパイダークモノスの装備
クモノスレイヤー
スパイダークモノスの変身アイテムであるクモ型の短剣。6人目の英雄であった父親から受け継がれた。蜘蛛仮面の際に被っていた仮面が変形した。チェンジクモノスキーを差し込んで回すことで、タランチュラの脚が展開し、「スパイダークモノス！」の音声と共にスパイダークモノスに変身する。
- ダガー（短剣）のようなシルエットで、全体的なボリュームはオージャカリバーほどないが、その分、大きなタランチュラが付いている。鍵を挿して回すことで閉じた脚が展開してクモの姿になるギミックで、視覚的に封印からの解放を表現している。

ヴェノミックスシューター
スパイダークモノスの高機能のスプレー銃。母親のネフィラがゴッドタランチュラから作り、受け継がれた。スパイダークモノスキーを後部ソケットに挿入することでジェラミーの特殊能力を増強して混ざり合った毒液を発射する。ヴェノミックスクモノスキーを後部ソケットに差し込んで回す回数によって、ジェラミーの特殊能力を増強して3種類の攻撃を繰り出す。
- クモ糸を噴射するイメージから、スプレーガンがモチーフとなっている。

スパイダークモノスキー
スパイダークモノスが使用する鍵型のアイテム。変身やゴッドタランチュラ召喚に使用する白地に金色のチェンジクモノスキー、ヴェノミックスシューターの技発動時に使用する紫地に黒色のヴェノミックスクモノスキー、ガーディアンウエポンの召喚時に使用する黒地に銀色のシュゴッドクモノスキーの3本がある。

クモノスキーホルダー
スパイダークモノスの左腰にあるクモノスキーをしまうホルダー。
- 連動アイテムがない分、2つのアイテムを使うこととなり、その2つの紐付けでこの人だけのアイテムとして鍵を使うこととなった。
- アップ用・アクション用のほか、取り外しなどの接写時に使用されるマグネット式の通称・超超アップ用モデルが用意されている。

### キングクワガタオージャーの装備
オージャクラウン
ギラがキングクワガタオージャーに、ラクレスがキングオオクワガタオージャーに変身するためのシュゴッダムの王の証である王冠。
- 王冠がモチーフだが、王冠銃や王冠剣ではなく、王冠そのもので強化するという話になり、オージャクラウンランスは王冠が武器に付いたアイテムだが、強化変身は王冠そのものを被って変身することとなった。
- 最終強化であるため、最終感やより強いという印象を付加させるため、各国の力ではないものの6色の宝石がハマっているデザインにしている。

オージャクラウンランス
オージャランスとオージャクラウンを合体させた最強の真紅の王槍。シュゴッドと心を通わせることができるほか、エクストリームキングオージャー・ゴッドキングオージャーへの合体指示に使用する。
- 金色の王冠にした分、赤い刀身にすることで、クワガタオージャーの要素を武器で補填している。
- アップ用モデルは王冠の着脱と回転が実際に可能である。

必殺技
1度オージャクラウンを回して、グリップトリガーを押すことでキングオージャーフィニッシュを発動させる。また、オージャクラウンを4回転させることでランスに全シュゴッドの力を集約させた必殺技を発動させる。

### キングキョウリュウレッドの装備
キングガブリカリバー
キングキョウリュウレッドの武器である剣。破損したガブリカリバーをヤンマが修復・改造した。その際にヤンマは同じものをもう1本製作しており、そちらはギラが使用する。
- ガブリカリバーの色替えで、アップ用モデルは獣電池のセットとポンプアクションが実際に可能。

ゴッドクワガタ獣電池
ゴッドクワガタのスピリットが込められた獣電池。
- アップ用プロップは絵柄を変更することが可能。ブランク体のモデルも存在する。

### シュゴッド
シュゴッダムの守護神と呼ばれる昆虫型機械生命体。人類とチキューを2,000年前から守る守護神。下記の他にも各国にはシュゴッドに似た虫型の人工機械・デミシュゴッドがいる。
- 「守護神」と劇中では言っているが、子どもにとって馴染みやすいように身近な存在であるペットに近いイメージで考えていたという[64]。虫が嫌いな子どももいることから、ドラマのセリフ回しとして自然な表現を使うことも意識していたため、シュゴッドをそのまま「ゴッドクワガタ」と呼ぶのは不自然と感じた部分もあり、「クワゴン」や「サソリーヌ」などのニックネームを付けたという[64]。

ゴッドクワガタ
クワガタムシの特性を宿したクワガタオージャーとともに戦うシュゴッダムの守護神であるシュゴッド。発達した大型のアゴで、瞬時に体重に対する190倍の力を発揮する。ギラからは「クワゴン」と呼ばれている。キングオージャーのボディを構成する。シュゴッドソウルを体内に宿しておらず、ギラが心を通わせることでコントロールすることが可能。
他のシュゴッドと異なり、2,000年の間、シュゴッダムの広場に安置されており、ヤンマが電子制御してロックを解除することに成功する。だが、バグナラクがシュゴッダム王都に侵攻した際にヤンマが復活を試みるも失敗し、ギラがクワガタオージャーに初変身した際に彼の掛け声に呼応して覚醒した。
- 普通に青いクワガタ、赤いカブトであると既視感があるため、本作品では赤いクワガタとなった。開く翅はクワガタが飛ぶ様の表現であり、見た目において虫らしさを表現するため小さな眼にしている。

ゴッドトンボ
トンボの特性を宿したトンボオージャーとともに戦うンコソパの守護神であるシュゴッド。頭部にある3万個の複眼は、2キロメートル先まで見渡す。大型のウイングで、俊敏に空中を飛び交う。ギラからは「トンボックリ」と呼ばれている。キングオージャーの背中のウイングとシュゴッドソードを構成する。トンボオージャーがキングオージャーのコクピットに登場した際には飛行能力を有するようになる。
- トンボらしさということから大きな眼となっており、細くなってしまうような触角をデザインになじませた形で入れている。

ゴッドカマキリ
カマキリの特性を宿したカマキリオージャーとともに戦うイシャバーナの守護神であるシュゴッド。敵を大きな鎌で切り刻むほか、がれきに埋もれた人間を16万ヘルツまでの音が分かる触覚で探し出す。ギラからは「カマリーナ」と呼ばれている。キングオージャーの右足を構成する。
- しっかりカマキリらしい動きができるように独立して鎌が動く形でデザインしている。

ゴッドパピヨン
チョウの特性を宿したパピヨンオージャーとともに戦うゴッカンの守護神であるシュゴッド。表面が鱗粉で保護された大型の羽は、悪天候でも飛び続けられる。カモフラージュした全身で、国際裁判の容疑者を護送することもある。ギラからは「パピントン」と呼ばれている。キングオージャーの頭部とシュゴッドソードを構成する。

ゴッドハチ
ハチの特性を宿したハチオージャーとともに戦うトウフの守護神であるシュゴッド。敵を大型の針で貫くほか、味方を八の字を描きながらバリアとなるように守り抜く力を持つ。ギラからは「ハチスケ」と呼ばれている。キングオージャーの左足を構成する。
- 1本のパイルバンカーがボディに刺さっている形でハチの針を目立たせている。合体時には針先がロボの爪先になっている。

ゴッドクモ
クモの特性を宿した異なる色の2体が存在するシュゴッド。連携プレイを得意とし、敵の動きを発射した粘着性の高いクモの糸で封じる。ギラからは「クーモ」「クモモ」と呼ばれている。キングオージャーの腹部と胸アーマーを構成する。
- キングオージャーの胸の両側に広がるクワガタの顎パーツを大きく見せるため、赤を拡張させる目的で胸にくっつくクモの脚を赤くしている。虫の気持ち悪さを軽減するためにすべての脚を繋げつつ、8本脚なのが分かるようにメカアレンジのディテールが施されている。

ゴッドテントウ
テントウムシの特性を宿した2体が存在するシュゴッド。敵を空中を飛び回って攪乱するのを得意とする。ギラからは「テテ」「トト」と呼ばれている。キングオージャーの両腕のエネルギータンクを構成する。
- 虫の気持ち悪さを軽減するためにすべての脚を繋げつつ、6本脚なのが分かるようにメカアレンジのディテールが施されている。

ゴッドアント
アリの特性を宿したシュゴッド。果敢に敵に飛びつき、ありとあらゆる場所に飛びつく。背中に自分の身体よりも大きな物質を乗せて運搬できる。ギラからは「アーリン」と呼ばれている。キングオージャーのシュゴッドソードを構成する。
- 虫の気持ち悪さを軽減するためにすべての脚を繋げつつ、6本脚なのが分かるようにメカアレンジのディテールが施されている。

ゴッドカブト
カブトムシの特性を宿したバグナラクと2,000年前に戦ったチキューの秘宝・三大守護神のひとつである伝説のシュゴッド。敵に鎧兜のように頑丈なボディで激しくぶつかり、相手を大型の角で力任せに持ち上げ、攻撃する。ギラからは「カブタン」と呼ばれている。
- 一番最初の大型武装になるため、開いて大きなキャノンに変形するものとなった。金メッキが開いて出てくる分、当初は黒が多めの外装になっていたが、金を外側にも入れることとなった。

ゴッドスコーピオン
サソリの特性を宿したバグナラクと2,000年前に戦ったチキューの秘宝・三大守護神のひとつである伝説のシュゴッド。特殊な毒シュゴッドポイズンを有した毒針がある大きく発達した尻尾を持つ。2つの大きなハサミで、障害物を破壊する。ゴッドカブトに想いを寄せている。ギラからは「サソリーヌ」、ヒメノからは「すこピ」と呼ばれている。
ゴッカンにあったシュゴッドソウルがカメジムに奪われるも、ギラがこれを取り返し、ギラが邪悪の王になることを宣言したことで覚醒する。

ゴッドホッパー
バッタの特性を宿したバグナラクと2,000年前に戦ったチキューの秘宝・三大守護神のひとつである伝説のシュゴッド。大きな脚を用いて雲の上まで跳躍可能。ゴッドスコーピオンを「愛しのサソリーヌ」と呼んで恋慕している。ギラからは「バッタ」と呼ばれている。

ゴッドタランチュラ
タランチュラの特性を宿したレジェンドシュゴッド。大きく発達した8本の脚を持ち、敵を先端の爪で連続で切り裂く。腹部から無限に糸を発射して獲物を捕獲する。ギラからは「タランチーノ」と呼ばれている。
- ロボがスーツではなくCGになる可能性が高かったため、合体から逆算して背中に付いた際に武装可能な脚を増やすため、ロボ状態の脛をジョイントにする想定でデザインされている。

ゴッドコーカサスカブト
コーカサスカブト城の本来の姿である宇宙移動用に変形したコーカサスオオカブトの特性を宿したシュゴッド。高火力のコーカサス砲を各砲門から発射する。
- 重厚感と巨大さを狙ったデザインラインにするため、虫っぽくなり過ぎないシルエットにしている。

タランチュラアビス
デズナラク8世が人知れずバグナラクで守っていたタランチュラの黒い小型シュゴッド。デズナラク8世のことを慕っており、彼が塵となって散った場所に花を手向けている。
- ゴッドタランチュラの色替えだが、キングオージャーZEROと同様に黒金にしてしまうと面白くないため、肩や腹部、足の付け根にネイビーを挿し色で大きめに入れ、ただの黒金とは少し違う印象にしている。

ゴッドクワガタZERO
ラクレスがオージャカリバーZEROで召喚するゴッドクワガタを解析して作られた人工シュゴッド。ゴッドクワガタと瓜二つだが完全に機械であることから、毒などのダメージを受けない。

スペック
| 名称                   | 全高   | 全幅    | 全長       | 重量        | スピード    | 出力      | 初登場 |
| ---------------------- | ------ | ------- | ---------- | ----------- | ----------- | --------- | ------ |
| ゴッドクワガタ         | 12.0 m | 45.7 m  | 48.3 m[3]  | 950 t[3]    | 200 km/h    | 400万馬力 | 第1話  |
| ゴッドトンボ           | 7.0 m  | 51.6 m  | 43.5 m[3]  | 350 t[3]    | マッハ1.3   | 150万馬力 | 第1話  |
| ゴッドカマキリ         | 13.6 m | 10.7 m  | 25.2 m[3]  | 350 t[3]    | 200 km/h    | 150万馬力 | 第1話  |
| ゴッドパピヨン         | 7.8 m  | 23.8 m  | 14.7 m[3]  | 300 t[3]    | 250 km/h    | 130万馬力 | 第1話  |
| ゴッドハチ             | 18.2 m | 30.5 m  | 21.0 m[3]  | 350 t[3]    | 250 km/h    | 150万馬力 | 第1話  |
| ゴッドクモ             | 3.4 m  | 12.7 m  | 7.5 m[3]   | 80 t[3]     | 150 km/h    | 35万馬力  | 第1話  |
| ゴッドテントウ         | 4.8 m  | 6.6 m   | 7.0 m[3]   | 80 t[3]     | 150 km/h    | 35万馬力  | 第1話  |
| ゴッドアント           | 4.0 m  | 6.0 m   | 7.0 m[3]   | 80 t[3]     | 150 km/h    | 35万馬力  | 第1話  |
| ゴッドカブト           | 20.6 m | 29.0 m  | 39.0 m[3]  | 450 t[3]    | 250 km/h    | 200万馬力 | 第3話  |
| ゴッドスコーピオン     | 19.3 m | 26.5 m  | 29.0 m[3]  | 450 t[3]    | 200 km/h    | 200万馬力 | 第7話  |
| ゴッドホッパー         | 6.5 m  | 10.0 m  | 24.3 m[3]  | 400 t[3]    | 250 km/h    | 170万馬力 | 第9話  |
| ゴッドタランチュラ     | 24.3 m | 40.5 m  | 32.3 m[3]  | 1,000 t[3]  | 250 km/h    | 450万馬力 | 第13話 |
| ゴッドコーカサスカブト | 78.0 m | 120.8 m | 160.7 m[3] | 11,000 t[3] | 5,000万馬力 | 第25話    |        |

### ガーディアンウエポン
キングオージャーの戦闘と護衛をサポートするシュゴッドの亜種。
ガーディアンローリング
ダンジームを解析して作り上げたダンゴムシの特性を有するガーディアンウエポンで、帯電能力を有し、転がりながら静電気を全身に発生させて電気エネルギーとして蓄える。ハンマー状の武器・ローリングハンマーに変形する。
- 繋いだ脚をチェーンにする想定もしていたが、本物の鎖を用いることとなった。

ガーディアンスネイル
カタツムリの特性を有するガーディアンウエポンで、弾薬を生成するエネルギーユニットを背中に内蔵し、頑丈な甲殻を持つことから、非常に防御力が高い。カタツムリの形態から機関銃型の武器・スネイルガトリングに変形する。
- ガーディアンローリングが鉄球であったため、打撃よりは銃撃ということからガトリングとなった。

ガーディアンピード
スパイダークモノスが従えているムカデの特性を有するガーディアンウエポンで、ムカデの形態からノコギリ型の武装・ピードチェーンソーに変形する。
- チェーンソーの状態に折り曲げた際、先端の両側からムカデの体の中に隠れている刃がニョキッと出て円弧のシルエットになる機構となっている。

ガーディアンシケイダー
スパイダークモノスが従えているセミの特性を有するガーディアンウエポンで、セミの形態から爪型の武装・シケイダーブレードに変形する。
その容姿は15年前の神の怒りでチキューを襲ったデミシュゴッドに酷似している。
- 翅を目立たせるためブレードにしており、大きな眼が回転して、翅がくっ付いている部位をそこを軸にグルンと動かすブレードへの変形となっている。

ガーディアンヘラクレス
ヘラクレスオオカブトの特性を有するガーディアンウエポンで、敵をツリー型のエネルギーバリアに閉じ込むことが可能なほか、ヘラクレスオオカブトの形態から斧型の武装・ヘラクレスアックスに変形する。
- ゴッドキングオージャーの全合体を考えていた際、背中のゴッドタランチュラの足にガーディアンを付けられるため、全部のガーディアンを付けて合体数を数えたら19体であったため、何か1匹足すものとして考案された。ゴッドキングオージャーの腰回りに金色が少し足りないということとなり、腰アーマーの役割も担うこととなったが、モチーフを何にするか探したところ、ラクレスに気を遣ってずっと置いていたヘラクレスとなった。

スペック
| 名称                   | 全高   | 全幅  | 全長      | 重量     | スピード | 出力     | 初登場 |
| ---------------------- | ------ | ----- | --------- | -------- | -------- | -------- | ------ |
| ガーディアンローリング | 13.0 m | 8.0 m | 18.0 m[3] | 100 t[3] | 100 km/h | 40万馬力 | 第2話  |
| ガーディアンスネイル   | 9.8 m  | 9.3 m | 11.6 m[3] | 100 t[3] | 30 km/h  | 40万馬力 | 第3話  |
| ガーディアンピード     | 4.8 m  | 4.5 m | 32.8 m[3] | 100 t[3] | 100 km/h | 40万馬力 | 第15話 |
| ガーディアンシケイダー | 5.3 m  | 7.1 m | 15.7 m[3] | 100 t[3] | 100 km/h | 40万馬力 | 第16話 |
| ガーディアンヘラクレス | 6.6 m  | 7.2 m | 21.5 m[3] | 100 t[3] | 120 km/h | 40万馬力 | 第23話 |

### キングオージャー
10体のシュゴッドたちが合体した巨大王者ロボ。
それぞれのシュゴッドに5人が乗ったまま、主導権を互いに譲ることなく自由に操縦可能。昆虫剣シュゴッドソードが武器で、コクピットに搭乗したメンバーのシュゴッドの力を発揮することが可能。
- 『キョウリュウジャー』の黄色の挿し色や、『烈車戦隊トッキュウジャー』のグレーのラインなど、複数のメカを繋ぎ合わせるためのポイントとして、守護神のような扱いで書かれていたことから、新しいメカではない表現や歴戦の勇士感として、少しペイントが剥げているディテール感を塗装であえて入れることで、ロボの強さを表現している[12]。
- 蛇腹状の関節パーツをタイツ地に取り付けたベーススーツを着て、各パーツを着込んでいく方式で、派生形態のシュゴッドは別に制作されたパーツを合体、取り外すことで表現している[79][78]。

レジェンドキングオージャー
王様戦隊5人の「光臨せよ、レジェンドキングオージャー！」の掛け声で、キングオージャーと3大守護神が合体した黄金の王者ロボで、2,000年前のチキューでバグナラクと戦った伝説の守護神。チキュー中を光の粒子となって超スピードで駆け巡ることや、周囲の敵を黄金の光線で焼き払うことが可能。
- 従来であれば、5体合体で最初は始まって、どんどんと合体パーツが増えていくという見せ方が基本だが、レジェンドキングオージャーを第1話の冒頭で見せて、最初にロボの完成形はこれという、一種の到達点を見せ、バグナラクに人間が勝った伝説の戦いのロボの姿で、ここにもう一度行くためにみんな頑張る、という見せ方にしたという。
- キングオージャーの両腕を換装し、キングオージャーのスーツの上に胸と脚のホッパーアーマーを被せる形で完成する。部分的に換装することで各派生形態にすることも可能。

カブトキングオージャー
キングオージャーとゴッドカブトが合体した射撃の王者ロボ。ゴッドカブトが超長距離ビームを発動するキャノン状に変形したカブトキャノンが右腕に合体することで完成する。カブトキャノン発射時には、シュゴッドソードが支柱、ゴッドハチの針とゴッドカマキリの後脚がアウトリガーとして機能する。

スコーピオンキングオージャー
キングオージャーとゴッドスコーピオンが合体した剛腕の王者ロボ。ゴッドスコーピオンが変形したスコーピオンクローが左腕に合体することで完成する。エネルギーをチャージしたスコーピオンクローからは黄金の炎が左腕にほとばしり、敵を灼熱の爪で切り裂く。

ホッパーキングオージャー
キングオージャーとゴッドホッパーが合体した跳躍の王者ロボ。ゴッドホッパーが変形したホッパーアーマーが胸と両足に合体することで完成する。運動能力が上がり、敵めがけて上空に跳躍し、胸のホッパーアーマーで押し潰す。
- 胸にバッタの開きが付くだけでなく、バッタの後脚をロボの膝の装飾や強化パーツになるようにしている。

キングオージャーZERO
10体の人工シュゴッドが合体した漆黒の王者ロボ。武器は昆虫剣シュゴッドソードZERO。搭乗しなくても、オージャカリバーZEROからの指令によって自動操縦が可能。最適な攻撃を状況に合わせて導き出すスマートな戦闘を得意とする。
- YouTubeのスピンオフのためにオオクワガタオージャーとペアで企画されており、当初からラクレス対ダグデドという構図は考えていたため、企画時点から対ダグデド用に開発されたロボという設定も決めていたという。

エクストリームキングオージャー
キングクワガタオージャーの力によって、レジェンドキングオージャーとゴッドタランチュラが合体した究極の王者ロボ。第17話では通常のキングオージャーの頭部となっている不完全体も登場した。敵を両肩のエクストリームキャノンから放つ強大な砲撃や、4本のタランチュラアームによる高速パンチで蹴散らす。
- クモが背中に合体するという機構が決まり、前面にも変化を与えるため、初めて頭部を変えている。オージャクラウンランスのデザイン前であったため、王冠にも見えるシルエットやデザイン感を入れて、金色のロボに金色の王冠に付いたというのをフィーチャーできる形となった。
- キングオージャーのマスクに別パーツで制作された王冠を装着することで表現している。

ゴッドキングオージャー
キングオージャーとレジェンドシュゴッド、ガーディアンウエポン、コーカサスカブト城が合体した守護神の王者ロボ。4分の1サイズに圧縮されたコーカサスカブト城が各部を守る外骨格アーマーとして合体し、各国の王や側近、民など20人のパイロットがすべてのシュゴッドに搭乗=人神融合・王鎧無双することで、最大の力をいかなる環境でも発揮することが可能。
ゴッドアントの合図で、シュゴッドソードと全身にエネルギーが充填されると、神々しい輝きとともに敵に神の一刀を放ち、両断する。
- 20人が20体合体に乗り込む、というのは第1話の制作段階から特撮監督の佛田洋が、「キングオージャーは10体合体であることから、10体に1人ずつ乗り込まなきゃダメだ」と言っており、第1話ではやらなかったものの、佛田の夢を叶えたものではあるが、意図せずに側近が各王様に増えていったといい、20人全員が搭乗するために側近を各王様に置いたわけではないという。
- レジェンドキングオージャーが1回目のゴールであったため、デザインルールを何か確立しようと考え、黒と金というテーマに決まり、金色のパーツをキングオージャーに追加で合体するゴッドカブト、ゴッドスコーピオン、ゴッドホッパーに施し、ロボの見た目を黒と金にしている。当初は、全身に各シュゴッドをバラバラにしたパーツを纏わせるプランもあったが、ゴッドカブトとゴッドスコーピオンが付いている両腕が全合体のボリュームに耐え得るシルエットになっていたため、足のボリュームを増しつつ頭と胸の印象を変更することに重点を置いてシルエットを作っている。キングコーカサスカブト由来で加わる胸部のアーマーも完全にゴッドホッパーの金メッキに被せてしまわず、バッタの翅を残しつつ、コーカサスの翅がその上に付く形にしている。あくまでもキングオージャーの顔のままだが、玩具ではキングコーカサスカブトの頭部を回転させることでキングオージャーの顔が現れるギミックで再現している。
- スーツは各シュゴッドのパーツを実際にキングオージャーに架装するため、マスク、ガーディアンヘラクレス、ゴッドコーカサスカブトに当たるパーツのほか、ゴッドカマキリとゴッドハチを含めた左右の脚パーツもスケールを調整した新規造形となっている。マスクはツノなどのパーツをキングオージャーのものをもとに加飾している。

超絶怒涛究極完全体キングオージャー
5つの王の証と永遠の命に代わる無限に連なる小さき命の力を利用して完成した最大・最強の王者ロボ。これまでのキングオージャーの中で最もサイズが大きい。宇宙空間でダグデドと戦うが、最終的に爆発する。

スペック
| 名称                           | 全高                             | 全幅   | 胸厚   | 総重量     | スピード | 出力        | 初登場 |
| ------------------------------ | -------------------------------- | ------ | ------ | ---------- | -------- | ----------- | ------ |
| キングオージャー               | 48.0 m[3]                        | 49.0 m | 21.5 m | 2,700 t[3] | 300 km/h | 1,200万馬力 | 第1話  |
| カブトキングオージャー         | 48.0 m[3]                        | 49.0 m | 27.0 m | 3,150 t[3] | 300 km/h | 1,300万馬力 | 第4話  |
| スコーピオンキングオージャー   | 48.0 m[3]                        | 49.0 m | 27.0 m | 3,150 t[3] | 300 km/h | 1,300万馬力 | 第7話  |
| ホッパーキングオージャー       | 48.0 m[3]                        | 49.0 m | 30.0 m | 3,100 t[3] | 300 km/h | 1,300万馬力 | 第9話  |
| レジェンドキングオージャー     | 48.0 m[3]                        | 49.0 m | 30.0 m | 4,000 t[3] | 350 km/h | 1,700万馬力 | 第1話  |
| キングオージャーZERO           | 48.0 m[3]                        | 49.0 m | 21.5 m | 2,700 t[3] | 300 km/h | 1,200万馬力 | 第18話 |
| エクストリームキングオージャー | - 49.0 m[3] - （肩上まで67.5 m） | 57.0 m | 28.6 m | 5,000 t[3] | 300 km/h | 2,300万馬力 | 第18話 |
| ゴッドキングオージャー         | 83.0 m[3]                        | 57.5 m | 33.2 m | 8,300 t[3] | 300 km/h | 3,800万馬力 | 第25話 |

### タランチュラナイト
ゴッドタランチュラが変形した純白の騎士ロボ。
両肩のタランチュラアームと右腕のタランチュラバスターが武器。タランチュラバスターから糸を発射して縦横無尽に動き回り、予測が困難な攻撃にも立ち回ってすかさず反撃が可能。また頭部のゴーグルを下ろして相手の動きを捕捉し蜘蛛の糸で相手を捕縛、さらに両腕にガーディアンウエポンを装備してエネルギーを急速にチャージすることによる幕引きの一閃で相手に止めを刺す。
- 合体時を除いて単体ではCGという話があったため、人がわざと入れないようなシルエットでデザインしている[12]。合体から逆算して背中に付いた際に武装できる脚を増やすため、ロボ状態の脛を最初からジョイントにする想定でデザインしている[12]。肩から前に出ているクモの脚先とバイザーの目の部分に、2色の武器に合わせた挿し色を入れている[12]。脚が多いクモのシュゴッド状態のボリューム感を減らすため、脚を2本だけかなりサブの扱いで処理し、クモの眼をロボのバイザーにしている[12]。
- タランチュラナイトのモーションアクターを務めた米岡は、地面を四つん這いで這ったり、東映のスパイダーマンのような動きにこだわったという[77]。特撮監督の佛田もスパイダーマンや『進撃の巨人』の立体機動装置のようなイメージであったという[84]。

タランチュラナイト シケイダーブレード ピードチェーンソー
タランチュラナイトがシケイダーブレードを左腕、ピードチェーンソーを右腕に装着し、戦闘力を強化した状態。

スペック
| 名称               | 全高      | 全幅   | 胸厚   | 総重量     | スピード | 出力      | 初登場 |
| ------------------ | --------- | ------ | ------ | ---------- | -------- | --------- | ------ |
| タランチュラナイト | 41.2 m[3] | 18.0 m | 12.2 m | 1,000 t[3] | 300 km/h | 450万馬力 | 第15話 |

### キングコーカサスカブト
シュゴッダムの王家の血を引く者が、コーカサスカブト城の王の間の台座にオージャクラウンランスを差し込むことでコーカサスカブト城が起動・変形した黒鉄の超巨大ロボ。
王の間が起動後のコックピットスペースとして自動変形し、玉座に座ったキングクワガタオージャーがオージャクラウンランスで操縦する。巨大な斧型の武装・ヘラクレスアックスが武器で、右腕に全エネルギーを集中させて敵を撃破するキングコーカサスカブトフィニッシュが必殺技。
コーカサスカブト城のキングコーカサスカブトへの変身機構は経年劣化していたが、シュゴッダム国民から集めた金属とンコソパによる部品製造、ジェラミーによる運搬によって、復活することとなった。
また、シュゴッドモードに変形することによって時空を超える宇宙船としても運用が可能。
- 大森は王様戦隊のロボと聞いてお城をイメージしており、元々巨大なお城が巨大ロボになるというのは極めて自然であったという[64]。
- 肩のシルエットにモチーフの3本角のうち外側の2本に使い、ヒロイックに見せている[12]。

スペック
| 名称                   | 全高       | 全幅    | 胸厚   | 総重量      | スピード | 出力        | 初登場 |
| ---------------------- | ---------- | ------- | ------ | ----------- | -------- | ----------- | ------ |
| キングコーカサスカブト | 220.0 m[3] | 138.0 m | 55.2 m | 11,000 t[3] | 80 km/h  | 5,000万馬力 | 第23話 |

### キングキョウリュウジン
獣電竜ガブティラ、ゴッドトンボ、ゴッドカマキリ、ゴッドパピヨン、ゴッドハチが合体したブレイブな王者ロボ。
全身に王様戦隊のブレイブを集中させることでガブティラから熱い炎が放たれ、炎に包まれたシュゴッドソードによる灼熱の回転斬りが必殺技。第40話でキングキョウリュウレッドが搭乗した時は、キョウリュウ&シュゴッドブレイブフィニッシュと名付けられた。
- 当初からキョウリュウジャーの登場は決まっていたが、キョウリュウジンのスーツは使えなかったため、CGとなった[84]。

スペック
| 名称                   | 全高      | 全幅   | 胸厚   | 総重量     | スピード | 出力        | 初登場 |
| ---------------------- | --------- | ------ | ------ | ---------- | -------- | ----------- | ------ |
| キングキョウリュウジン | 47.8 m[3] | 49.0 m | 21.0 m | 3,450 t[3] | 250 km/h | 1,600万馬力 | 第34話 |

## 地帝国バグナラク
第一部（第1話〜第26話）における敵対組織。ゴッカンの真下に位置するデズナラク8世が治める悪の王国。
2,000年前のシュゴッドと人類との戦いに敗れて以来チキューの地底に築かれていた帝国だが、暗い奈落の底で人類への憎悪から怒りと力を増幅させ、人類の皆殺しのために世界の勢力図をひっくり返す力を有する「チキューの秘宝」と呼ばれる三大守護神を狙ってあらゆる国へ襲撃する。
デズナラク8世が倒され、人類との戦いが終わったことでジェラミーを国王としたチキューの6つ目の王国「狭間の国バグナラク」として生まれ変わったが、ダグデドと宇蟲五道化によって滅亡させられた。
長らく人間を憎んでいたのはダグデドの策略によるものであったが、王様戦隊6人の活躍によって和解し、チキューの人間たちからも徐々に受け入れられるようになっていった。

デズナラク8世
バグナラクを治める大ミミズのBNAを有する悪の王。養分を土壌から喰らってエネルギーに変換するほか、自在に身体の触手を操って強烈な鞭攻撃を放つ昆虫最終奥義デステンタクルズを得意とするほか、自身の腕から生成した蛇腹剣ナラクレイモアが武器。人間への憎悪を絶大な力に変換して、チキュー侵攻を開始し、チキューの核から破壊を目論む「チキュー破壊計画」を指揮する。
- 脚本の高野は退場させるかどうかは、最後まで迷ったといい、デズナラクと戦っている状態で別の展開を絡めることも検討されたが、第26話に取り掛かると、デズナラクの最期はこれしかないと確信して描き上げたという。
- 途中でやられてしまうことから、他の王様たちと同列くらいの地底の王様であるため、『スター・ウォーズシリーズ|スター・ウォーズ』のダース・ベイダーのようなシンプルなデザイン感となった。当初はシンプルなデザインであったが、プロデューサーや監督からの要望でどんどん装飾が増えていったという。ウィングを背中に付ける案もあったが採用されず、最終話でタランチュラアビスが合体した技において、異なるデザインとして使われた。
- マントは当初、造形物として作られていたが、デズナラクのスーツアクターである清家から「重すぎて無理」と言われ、布のマントとなった。

カメジム
テントウムシに擬態する虫キボシマルウンカのBNAを有するデズナラク8世に仕える昆虫型機械生命体を研究する宰相。任意の人間そっくりに擬態し、人々を欺くことを得意とする。長針杖ムシマルピンを武器とし、ビームで遠くにいる相手を自由自在に捕縛するウンカクソーサー、ムシマルピンで死角から命を奪うキョショクリティカルが昆虫最終奥義である。
実は、人間とバグナラクの戦いを2,000年前に裏で仕組んでいた黒幕であり、戦意喪失して人間と和解しようとしたデズナラク8世を手にかけ、巨大化してシュゴッダムを滅ぼそうとするが、ゴッドキングオージャーに敗れる。
だが、実は生きており、 チキューにダグデドの指示で潜入していた「虚飾のカメジム」の異名を持つ、ダグデドに仕える宇蟲五道化の一人であるカメジム・ウンカとして活動を開始した。
チキューの民たちの避難計画「ゼロ」を阻止するためにゴローゲに化けるも失敗し、ジェラミーとラクレスとの戦いに敗れ、デズナラクによってハーカバーカへと連れて行かれる。
- デズナラクがダース・ベイダーにあるのに対して、ポジション的にロイヤルガードを意識している。
- デザインラインはバグナラク文化とは明確に変えている。衣裳の体にし、キボシマルウンカの模様をローブに落とし込んでいる。博士と宰相を兼ねるキャラクターのため、肩当てや襟周りを本に見立てている。頭部は大学生などが卒業式で被るモルタルボードがモチーフとなっている。
- 台本では「ウッフ」とあったが、イメージを固めるために「ヌフッ」と現場でなり、カメジムの在り方がそこから加速していったという。
- ボシマールに擬態しているのが発覚した後は、リンクする印象的な手の仕草として、小指を立てる仕草となった。カメジムのスーツアクターを務めた蔦宗正人は、フリーザのイメージで当初は演じていたというが、三木の声を聞いてからは、三木の声にできる限り寄せてマネしていたという。顔が一体化のため首の芝居ができず、だいぶ頭が上のため手と指で喋るようにしており、なるべく綺麗にセクシーに、品よくスマートな所作を心掛けたという。

ダイゴーグ
ダイコクコガネのBNAを有するデズナラク8世を勝利に導いたバグナラクの英雄で、「一撃将軍」という異名を持つ。破壊斧ダイコクラッシャーを一振りすることで敵を薙ぎ倒すほどの実力者。
バグナラクの王を決める遥か昔の戦いで命を落とすが、シュゴッダムの技術提供を受けたことによって復活した。
巨大化してシュゴッダムを滅ぼそうとするも、キングコーカサスカブトに倒される。
- 甲冑にダイコクコガネを落とし込んでいる。メカっぽさを入れることが決まる前にデザインされたものであるため、後からメカっぽいディテールや肩周りの赤い部分を付け足している。当初は太ましい感じでデザインされたが、動けないと言われたことで、細めに描き直している。

ゲロウジーム
カゲロウのBNAを有する怪ジームの1人。光の屈折を応用して人間そっくりに擬態することができる。大切なものを守るために振るうバグナラッシュクローが昆虫最終奥義である。
ジェラミーからは元々バグナラクに不遇な扱いを受けていたことを目の当たりにされており、再度作戦に出た際にジェラミーに死を偽装されて命を救われ、彼を「王」として忠誠を誓うようになり、側近として行動をともにしている。
ゴッドキングオージャー初回合体時は、ガーディアンピードに搭乗した。
- 元のデザインは、巨大戦闘員用に、カゲロウがサナギムの中から孵化するイメージで描いたラフデザインで、それを修正している。その性格から、達観したニュアンスの目となっている。
- ゲロウジーム役の関がこれまでやったことない感じにするため、カゲロウをモチーフにした儚い雰囲気から『新世紀エヴァンゲリオン』の綾波レイをイメージして、儚い口調の声だが、実はしっかりと芯があるという林原めぐみが演じた綾波レイの雰囲気を真似している。

サナギム
バグナラクの戦闘兵で、サナギの特性を有する。銃としても使えるガンショベルが専用武器で、無限に増殖する。
- 全身サナギで真っ茶色であると『イナズマン』のサナギマンのような暗く地味なデザインとなるため、オレンジを前面に持ってきて明るくしている。メカっぽいデザインも入れることで気持ち悪くならないようにしている。当初は肩に付いたボタンを叩くことで、体の中に液剤が流れて変態し、異なるデザインの巨大化態になるという想定で、サナギが脱皮するように、背中が開いて成虫が中から現れるイメージで巨大化態のサナギムも描かれていたが、そのままの姿で巨大化することとなり、肩のボタンはその名残りとなっている。
- 巨大戦でロボと対峙しても遜色ないものにするため、従来のタイツではなく怪人然としたボリューミーなスーツとなった。当初はナイフや弾倉、ポーチのような装備を全身のマジックテープをイメージした黒いものに付けて個性を出そうと思ったが、ディテールとして全身にその名残りが残ったという。武器のスコップは、昔の戦場でスコップが最強である説があったため、銛とスコップを合わせたものとなった。

怪ジーム
昆虫の特性を備えた昆虫怪人。サナギムを従えてさまざまな作戦を実行する。
国を攻め落とすためにシュゴッドソウルを食べることによって、50メートル級の巨大サイズになることも可能。また、デズナラク8世が集めた養分によって生成した巨大な繭から誕生した個体も存在する。
- 素体は、サナギムが元となっており、外骨格をサナギムの脚に付けた、サナギムの強化版のイメージとなっている。

## 宇蟲王
第二部（第27話）から登場する敵対組織。ダグデドが率いる宇宙からの侵略軍団。
狭間の国バグナラクを手始めに滅亡させたあと、チキューに住む生物を滅ぼすためにキングオージャーたちと戦う。

ダグデド・ドゥジャルダン
来訪する侵略者を束ねる「宇蟲王」と名乗るすべての昆虫生命体の創造主。あらゆる攻撃を受け付けない不死身の肉体を有しており、無数の宇蟲剣・ブラッドフォークを武器に余裕綽々で遊びながら戦う。
宇宙にある命が多すぎることを憂い、数多くの生命体を対立させ「お片付け」と称して数の整理をするために滅ぼしてきた。
ラクレスに不死身を殺す力を授けるが、ラクレスの反逆に遭い、その力を逆手に取られてギラとラクレスの前に敗れる。
だが、ミノンガンのマルチバースデイによって、彼の体の奥につながった別の時間軸から復活し、怪ジームの大群とともにチキューのお片付けを本気で実行しようとするが、王様戦隊とチキューの民たちに怪ジームたちが倒され、銀河級の超巨大サイズになるも、超絶怒涛究極完全体キングオージャーに敗れた後、王様戦隊6人たちの攻撃によって頭部のインキュベータースペースに隠されていたクマムシ型の本体ごと倒される。
- 絶対零度になっても死なないなど、地上最強生物と呼ばれているクマムシがモチーフとなった。宇蟲王であることからヘルメットのような感じを足して宇宙をイメージし、カメジムのテイストに揃えてローブと服の体にしている。かなり強い戦隊の主役が他の星におり、頭部に付いたメカ部分からチューブを背中に刺して体を乗っ取り、クマムシの宇蟲王が小さい頭部の中に乗って操縦する、コックピットになっている頭のキャノピー部分に、宇蟲王の玉座のようなものがあり、一見すると何がクマムシなのか分からないが、実はクマムシが頭の中にちゃんといるデザインとなっている。宇蟲剣ブラッドフォークは、五道化に共通で入れているマークをモチーフとした剣として描いて、派手にするために変なパーツを周りに付けている。

### 宇蟲五道化
ダグデド率いるチキュー外生命体侵略集団。
国を滅亡するほどの特殊能力をそれぞれが持ち、これまで数々の惑星で異なる種族を争わせてさまざまな星を滅ぼしており、2,000年前の人間とバグナラクの争いを引き起こした元凶にして黒幕でもある。

ゴーマ・ローザリア
カミキリムシのBNAを有する、「胡乱のゴーマ」の異名を持つ、ダグデドに仕える宇蟲五道化の一人。フルフェイスマスクを着用しており、あらゆる概念を入れ替える能力を持つ。2本の触角のように伸びる忍者刀・神斬（カミキリ）が武器。『忍者入門』と書かれた書を参考に発動した忍術を合わせた人の心から物質までありとあらゆるものを任意に入れ替える忍法「入れ替わりの術」によって、6王国の王たちの人格を入れ替えた。自分自身に他の五道化の能力を入れ替えて目まぐるしく攻撃する忍法「合魔超変換」が昆虫最終奥義。
最後は、ヒルビルに「私を見捨てないで」と洗脳され、ヒルビルが王たちの必殺技を喰らう直前に無意識のうち入れ替わりの術で入れ替わってしまい、技を受け消滅した。
- 『重甲ビーファイター』のブラックビートのように強いイメージのあるカミキリムシがモチーフとなった。上半身のアーマーをカミキリムシの顔に見立てて、ケースから刃先が少しはみ出たサバイバルナイフがカミキリムシの口になっている。カメジムに寄せて、光る透明なパーツとなっている頭部と服の体を持つ。肩から背後に特徴的な長い触角を垂らし、取り外すことで武器の神斬になるようデザインされている。デジタル迷彩にカミキリの体の模様を落とし込んでいる。顔の文字はカミキリをもじった「神KILL」となっているが、「神」は上堀内からの「宇宙に漢字があるのはおかしいので崩して」という指示で崩したものとなっている。
- ゴーマのスーツアクターを務めた米岡は、ズレて覚えてしまった忍者オタクという体で武士のような動きを心掛けたといい、石川五ェ門をイメージしたという。

ヒルビル・リッチ
ヒルのBNAを有する、「籠絡のヒルビル」の異名を持つ、ダグデドに仕える宇蟲五道化の一人で紅一点。ヒルのような触手を生やしており、伸縮自在な身体を翻しながらしなやかに戦い、強力な衝撃波を全身のリップから放って周囲を圧倒する。人間やバグナラクなど種族を問わずに耳元でお願いをささやくことで洗脳して意のままに操ることが可能で、6王国の側近や民たちを洗脳して王様戦隊を暗殺未遂したり、ンコソパの国民全員を洗脳することで国を支配するなど、チキューの人類の暴徒化と分断を狙った。自らを自己暗示で巨大強化するヒルビルドアップと、鞭のように足を伸ばすキック技・アーシーウィップが昆虫最終奥義。
最後は、自ら洗脳をかけて巨大化するが、王の力に目覚めたギラとヤンマが搭乗したキングオージャーによって倒された。
- モチーフのヒルは、ヒメノ役の村上から提案されたもので、五道化の前に男性型のヒルの怪人を描いていたが、『チェンソーマン』のヒルの悪魔に酷似していたため却下し、五道化の話が出た後に女性型のヒルの怪人として描き直したものとなっている。カメジムに寄せて、光る透明なパーツとなっている頭部と服の体を持つ。全身にヒルを配して女の子のシルエットに落とし込んでいる。可愛いのか気持ち悪いのかギリギリの線ではあるが、可愛いキャラクターとシルエットで思わせ、よくよく見たら気持ち悪いとなる感じを狙っている。シルエットで判別できるよう、女の子の唇になっているヒルの口を全身に配している。
- ヒルビルの声を務める沢城は、人街な雰囲気が出せるといい笑い声にするという演出があり、水中でプクプクと喋っているような手法で笑っているという。
- ヒルビルのスーツアクターを務めた五十嵐は、純粋に若いギャルで演じようと思っていたが、上堀内から「大人がキャピキャピしているような感じ」「本来の性格は囁くときの感じ」という話を聞き、キャピキャピしているが少し歳がいっている感じが隠しきれない、部屋が散らかってそうなギャルを目指したという。

ミノンガン・モウズ
ミノムシのBNAを有する、「秘匿のミノンガン」の異名を持つ、ダグデドに仕える宇蟲五道化の一人。ミノムシを彷彿とさせる巨大な両腕・ミノガントレットを有し、見た目に違わないパワーファイターで、初戦ではハチオージャーと肉弾戦では互角に渡り合った。人間の姿や心の時間を時の理を歪めて進退させることが可能で、強制的な若返りと老化で王様戦隊や国民を混乱させるなどして、チキューをお片付けしようとした。体の奥は時間の秘密につながっており、体内から秘匿を破って別の時間軸のダグデドを誕生させるマルチバースデイが昆虫最終奥義である。
最後は、リタ・カグラギの2人の王の力によって氷の牢獄に封印された。
- ダイゴーグとは異なる系統のパワー系キャラとして、物を手で掴まなくてもいいから、いくらでも腕を大きくしてもいいと言われたため、ミノムシがモチーフに決まってから浮かんだイメージを描いたという。本来であればミノムシであることから全体のテクスチャーは木であるが、海岸などにある割り箸が重なったようなゴツゴツした岩をイメージして描いている。喉のディテールはミノムシが成長した蛾の羽が前部に来て合わさっているイメージで、頭部は巣から顔を覗かせているミノムシとなっている。
- キャラクターの設定が決まっていない状態で、監督から言われた「『スター・ウォーズ』のチューバッカのようなキャラクター」というのを念頭に置いて、当初はチューバッカを見ていって鳴き声などでどう表現するか、というスタートであったという。第38話での流暢な喋り方は、監督からの指示で「これまでの声や喋り方は忘れてJ.Y. Parkの真似をしてください」と言われ、台本に書いてある台詞にはあまりこだわらずアドリブでやったという。

カメジム・ウンカ

グローディ・ロイコディウム
カタツムリに寄生する虫・ロイコクロリディウムのBNAを有する、「静謐のグローディ」の異名を持つ、ダグデドに仕える宇蟲五道化の最後の一人。死体を自我を持ったままよみがえらせて本能に従って行動させる能力を有しており「死」を愛しているが、自分自身は不死身であると語っている。
神の怒りを起こした張本人で、カーラスによって雪山に長い間封印されていたが、カメジム・ウンカによってその封印が解かれた。
地面に溶けると同時に、目が腐り落ちたかのような、禍々しいフォルムの真の姿へとなる。人間態と同様に大鎌銃シックルシーカーが武器だが、斬った部位を腐らせて身体機能を一時的に封じる能力を有している。相手をシックルシーカーで一刀両断するグローディバイドが昆虫最終奥義である。
実はすでに死んでおり、自らも自分自身の能力で蘇らせていた。ジェラミーの王の力である永遠の命を打ち込まれ命を宿し、その後覚醒。再び神の怒りを引き起こすが、王たちの避難計画により人的被害はなく、逆にラクレスも搭乗したゴッドキングオージャーの力で無数のセミシュゴッドも全滅。最後は、必殺技で倒され死後の世界・ハーカバーカに送られた。
- 神の怒りの犯人であることや死者を蘇らせるなどの設定が決まっていたため、死神っぽさやカソックコートをイメージして黒系統でまとめている。寄生虫がモチーフであることから、モチーフを体の随所に覗かせている。死神要素を武器にも入れるため、サナギムのガンショベルの豪華版をイメージした、エンフィールドライフルにした死神の鎌となっている。
- 衣裳合わせの段階では台本がなく、「人を殺めること以外に興味がない不気味な奴」という説明が監督からあり、天野、大森と監督の3人で役のイメージを話し合い、衣裳が決まり、台本を読んで役とビジュアルのイメージをすり合わせていったという。
- 衣裳は2種類の候補があり、怪人態に近いイメージの玉虫色のような差し色が入った革のロングコートもあったが、天野が着ると仮面ライダーのようになってしまうため、劇中のものとなった。当初渡された帽子は小さかったが、天野の提案で大きな帽子となった。寝転がるシーンでは、帽子のツバがあって寝転がることができないことから片肘を付いたり、普通に倒れると帽子が脱げてしまうため、サナギムが倒れている上に倒れ込んでいる。天野の提案で丸メガネとなったが、第7話でグローディを演じた役者が掛けていたサングラスのレンズを外したメガネとなっている。当初は黒い口紅にしようと思ったが、天野の妻である雛形あきこが演じたイロキが黒を塗ったため、衣裳に映える赤い口紅となった。

ラクレス・ハスティー

## デーボス軍
兜武神デーボス（）
第32話・第33話に登場。ダグデドが地球に呼び寄せた、蝶絶神を超越したカブトムシの化身である新たなデーボス軍の首領。得意技は大剣デーボスウォードから戦国武将のような豪快剣技を繰り出すビートルネードで、デーボストールをスイッチとして大量のブレイブを使うことで自由自在に巨大化する兜増殖が可能。体内にブレイブを吸収することで自分のパワーに変換する能力を持ち、大量のブレイブによって完全体となり、全人類を圧倒的な地下で排除しようとする。
ブレイブを世界中の人間から奪い、獣電竜を捕らえることでキョウリュウジャーの力を封じ、2年間も地球を支配していた。
- 蝶モチーフの蝶絶神デーボスをカブトムシモチーフにというオーダーで、ただ蝶の部分をカブトムシに置き換えるのではなく、蝶からカブトムシになったことで名前も、「蝶絶」同様の言葉遊びを入れた「カブトブシン」という名前となった。その名前から鎧兜のデーボスを連想し、異世界に迷い込んだかのようなキングオージャーたちの心境の比喩表現として、織田信長の南蛮胴がモチーフとなった。

デーボ・センキング
第32話に登場。兜武神デーボスの力を完全復活させるために誕生した、すべての戦騎や密偵、神官をモチーフとしたすべての感情を吸収可能なデーボモンスターの王様。氷結杖で世界中の人間のブレイブをブレイブキューインして集めて兜武神デーボスに送り続けていた。
- 両肩のキャンデリラとアイガロン、胸のドゴルドで、氷結城の並びを再現している。左足首のデザインは踵のデザインが韻を踏むようにスクスクジョイロとなっている。ラッキューロとキャンデリラは改心して仲間になっているが、百面神官カオスが本来生み出したかった、マッドラッキューロとマッドキャンデリラをイメージした形で組み込んでおり、ラッキューロの落書きマントをもじった腰巻もストリートアート調に変化させている。獰猛の戦騎Dを背中に入れているが、90年後に登場する設定の後悔の戦騎アースレバンは入れていない。王様戦隊には王様をぶつけるという狙いで、王冠と髭をカオス風の頭部にあしらい、センキングという名前にしている。デーボス軍の共通要素である「ジオラマ感」は武器の氷結杖を氷結城の柱をモチーフにして、城に立ち並ぶデーボス軍のジオラマという形にまとめている。

## 用語
チキュー
本作品の舞台となる宇宙の片隅の惑星。
本編から約2,000年前にバグナラクの襲撃に遭うも、5人の英雄と守護神キングオージャーにより救われた後、5つの大陸に英雄がそれぞれ国家を立ち上げた。
「チキュー語」という架空の言語を世界共通で使用しており、それ以外の言語はこの星に一切存在していない。
キングオージャーたち6人がダグデドによってキョウリュウジャーたちがいる地球へ飛ばされた際に、イアンが調査していた壁画を見たジェラミーが、自分の父親たちがゴッドコーカサスカブトでこの地球を脱出して移り住んだ人間であると推察する。

シュゴッドソウル
シュゴッドが体内に宿している琥珀状のシュゴッドのコアとなるアイテム。グローディが大量に食べた力を制御された紫のシュゴッドソウルも存在する。
- シュゴッドと人間がコミュニケーションを取れる方にした方がいいという考えから出てきたドラマ都合で生まれたもので、大きいシュゴッドが、直接人間と話すという描写を考えた際に、人間が手にすることができるサイズ感の通信機として考えられたが、バーチャルプロダクションを導入したことで、人間とシュゴッドが直接話すような描写が容易にできてしまったという。等身大の怪ジームが巨大化してロボとのバトルに突入、というオーソドックスなスタイルに理屈をつけるため、シュゴッドソウルを怪ジームが食べると巨大化するという設定となった。
- ちゃんと虫のシルエットが分かるように、背中から見た状態のものだけでなく、カマキリやバッタ、スネイルなどは側面となっており、虫の形がモチーフごとに分かりやすい方向でデザインしている。

神の怒り
15年前に起こった災害で、突然デミシュゴッドの大群が出現し、多くの民が犠牲となった。また、この際にグローディによってヒメノの両親がゴッドスコーピオンの毒で殺されている。

## キャスト

### レギュラー・準レギュラー
オープニングでの王様戦隊6人とラクレスの役名クレジットは変身前のみ。
- ギラ・ハスティー[注釈 7] / クワガタオージャー - 酒井大成[3]
- ヤンマ・ガスト / トンボオージャー  - 渡辺碧斗[3]
- ヒメノ・ラン / カマキリオージャー - 村上愛花[3]（1・3 - 50）
- リタ・カニスカ / パピヨンオージャー - 平川結月[3]（1・3 - 50）
- カグラギ・ディボウスキ / ハチオージャー - 佳久創[3]（1・3 - 50）
- ナレーション[注釈 8]、ジェラミー・ブラシエリ / スパイダークモノス[注釈 9]（11 - 50） - 池田匡志[3]
- ドゥーガ - 森岡豊[3]（1 - 9・11・13・15・17 - 19・21 - 25・27 - 29・31・34・35・40・43・47 - 50）
- ボシマール - 福澤重文[3]（1 - 3・5 - 9・11・13・15・18・20 - 22・43・49）
- シオカラ - 千綿勇平[3]（1・2・5 - 13・17・18・20・21・23 - 25・27 - 29・35・38・39・41・47 - 50）
- セバスチャン - 吉満寛人[3]（1・3 - 7・9 - 19・21・24・25・27 - 30・36・37・47 - 50）
- モルフォーニャ - 長谷川かすみ[3]（1・5・9 - 12・14・16 - 19・21・24・25・27 - 29・38・41・45・48 - 50）
- クロダ[注釈 10] - 神前元（1・4・5・9 - 12・15・18・21・24・25・27 - 29・37・47 - 50）[3][77]
- コガネ - 星乃あんな[3]（1・2・4 - 11・15・17・19・20・23 - 25・27・29・34・38・40・41・47 - 50）
- ブーン - 木曽源[3]（1・2・4 - 11・15・17・19 - 21・23 - 25・27・29・34・40・41・47 - 50）
- ゴローゲ - 八木光太郎（6 - 9・11・15・20・22・23・26・29・34・36・40・41・43・44・47 - 50）[3]
- アッカ - 南北斗[3]（2・7・9・13・17・21・23・25・27 - 29・35・39・47 - 50）
- ウスバ - 岡野海斗[3]（2・7・9・13・17・21・23・25・35・39・47 - 50）
- マユタ - 早川渚紗[3]（2・7・9・13・17・21・23・25・27 - 29・35・39・47 - 50）
- エレガンス・モーン[注釈 11] - 水島麻理奈（7・9・10・14・18・19・21・25・28 - 30・36・40・47・49・50）[3]
- クレオ・ウルバヌス[注釈 12] - 神里まつり（1・3・10・12・14・21・25・27・29・36・47・49・50）[3]
- グローディ・ロイコディウム[注釈 13] - 天野浩成[3]（30・31・34・37・39・43・44・46・47・50）
- スズメ・ディボウスキ - 加村真美（14・15・18 - 22・24・25・33 - 35・37・42・44・45・49・50）
- ラクレス・ハスティー / オオクワガタオージャー[注釈 14] - 矢野聖人[3]（1 - 22・34・35・39 - 50）

### 声の出演
- デズナラク8世[注釈 15] - 志村知幸（1 - 20・22・24 - 26・48 - 50）[3]
- ダグデド・ドゥジャルダン - 石田彰（27 - 31・34 - 36・38 - 50）[3]
- カメジム・ウンカ[注釈 16] - 三木眞一郎（1 - 20・22 - 24・26 - 30・36・39・43 - 50）[3]
- ゴーマ・ローザリア - 山路和弘（27 - 29・37 - 39）[3]
- ヒルビル・リッチ - 沢城みゆき（27 - 29・31・35・38・39・41・43・44）[3]
- ゲロウジーム（8・13・14・17・24 - 29・46 - 50）、ミノンガン・モウズ（27 - 30・37 - 39・43 - 45） - 関智一[3]
- ダイゴーグ - 高口公介（17 - 19・21 - 23）[3]
- クロダ - 鳥海浩輔（9・10・15・18・21・25・27 - 29・37・47 - 50）[3]
- オージャカリバー音声 - 谷山紀章[97][注釈 17]
- クモノスレイヤー音声、ヴェノミックスシューター音声 - 超学生[97][注釈 17]
- ネフィラ - 井上喜久子（12・30・31・49）
- もっふん - 大塚芳忠（16・31）
- パンピー - 金光宣明（31）

### ゲスト
- 農家長[注釈 18] - 菊池隆志（1・27・28・37・49・50）[62]
- 兵士[注釈 19] - 高田将司（1・7・11・23・24）[55]、神前元（43）
- ミュージシャン[注釈 18] - 青木まさひろ、大場俊、菅野刀志充、ぱとり（1）[98]
- 子供[注釈 18] - 御園紬（2・5）[44]
- シェフ - 碓井英司（3・50）
- 幼いギラ[注釈 20] - 有山実俊（3・5・18・42・43）[44]
- 子供[注釈 20] - 桃原大空（3・5）[44]
- カーレ - 今野浩喜（3）
- エッダ - 近藤レオン（3・14・49・50）
- 子供[注釈 20] - 岡部浬功（4・5）[44]
- 転売男[99][注釈 18] - 宮島三郎（5）[44]
- 少年ラクレス[注釈 21] - 藤井優（5・18・42・43）[44]
- ディード[100][注釈 22] - クラウス（7・49）
- メタリー[100][注釈 23] - ダーブロウ有紗（7・49）
- ヒメノ幼少期[注釈 24] - アンダーソン・メロディー（7・14・43）[101]
- ギン - 吉澤健（13）
- ヤンマ幼少期[注釈 25] - 渡邉斗翔（13・43）
- 占い師 - 松浦佐知子（15）
- カーラス - 吉井怜（16・30・49）
- シロン - 飯田基祐（16）
- 幼いリタ - 浅田芭路（16・30）
- 囚人 - 山口改、小手山雅（16）
- 司祭[注釈 18] - 嶋崎伸夫（20）[102]
- シュゴッダム国民[注釈 18] - 大久保運（20）[102]
- コフキ - 川野快晴（23・25・49・50）
- シュゴッダム民 - 柳下季里（28）
- ンコソパ民 - アイビー愛美、兼田玲菜（28）
- 幼いジェラミー - 長尾翼（31・43）
- プリンス / キングキョウリュウレッド - 川名輪太郎（32・33・40）
- イアン・ヨークランド / キョウリュウブラック - 斉藤秀翼（32・33）『獣電戦隊キョウリュウジャー』
- 有働ノブハル / キョウリュウブルー - 金城大和（32・33）『獣電戦隊キョウリュウジャー』
- 立風館ソウジ / キョウリュウグリーン - 塩野瑛久（32・33）『獣電戦隊キョウリュウジャー』
- アミィ結月 / キョウリュウピンク - 今野鮎莉（32・33）『獣電戦隊キョウリュウジャー』
- ジェントル - 島津健太郎（32）『獣電戦隊キョウリュウジャー』
- 福井理香 - 榎本遥菜（32・33）[100]
- キャンデリラ（声） - 戸松遥（32・33）『獣電戦隊キョウリュウジャー』
- ラッキューロ（声） - 折笠愛（32・33）『獣電戦隊キョウリュウジャー』
- キョウリュウレッド（声） / 桐生ダイゴ（声） - 竜星涼（32・33）『獣電戦隊キョウリュウジャー』
- キョウリュウゴールド（声） - 丸山敦史（32）『獣電戦隊キョウリュウジャー』
- 福井優子 - 木下あゆ美（33）『獣電戦隊キョウリュウジャー』
- 格闘ゲームのプレイヤー[注釈 18] - 寺本翔悟、高田将司（34・47）[74][55]
- スジ[注釈 26] - 稲田徹（35・47・49・50）
- ロマーネ・ディアーボーン - 美波（36）[100]
- ジェフリー[注釈 27]（36）[100]
- トウフ民 - 寺本翔悟（37）
- イロキ - 雛形あきこ（37・49）[100]
- 黒子[注釈 18] - 神前元（37）[77]
- イコ・マリナ - 生駒里奈（38）[100]
- THE RAMPAGE from EXILE TRIBE[注釈 28]（写真出演 / 38）[103]
- 兵士ブーン - 仲谷憲（43）
- コーサス・ハスティー - 中村獅童（43）
- コーサス王の妻 - 松原奈佑（43）[注釈 17][104]
- 囚人2 - 宮下泰幸（47）
- ナナホシ - しゅはまはるみ（47）
- デボニカ - 佐倉綾音（49）[100]
- ライニオール・ハスティー（怪人態 / 声）[100] - 中村獅童（49）

### スーツ・モーションアクター
トンボオージャーのスーツアクターを務める森、ハチオージャーのスーツアクターを務める寺本は本作品で初めてレギュラーヒーローを担当する。そしてカマキリオージャーのスーツアクターを務める坂梨は本作品で初めてテレビでレギュラーヒーローを担当する。
本作品では、強化形態を含むキングオージャー以外のロボはフルCGで描写されているため、ロボのスーツアクターはキングオージャーのスーツアクターを務めた藤田洋平のみとなっている。
- クワガタオージャー[17][3][55]、キングクワガタオージャー[3] - 伊藤茂騎
- トンボオージャー[17][3][55] - 森博嗣
- カマキリオージャー[17][3][55]、ヒメノ・ラン（吹き替え / 36）[105] - 坂梨由芽
- パピヨンオージャー[17][3][55]、ネフィラ[77]、キャンデリラ[55] - 蜂須賀祐一
- ハチオージャー[17][3][55] - 寺本翔悟
- スパイダークモノス[28][3][55]、蜘蛛仮面[106]、キョウリュウブルー[55] - 高田将司
- オオクワガタオージャー[3][77][67]、キングオオクワガタオージャー[3][77][68]、ダンジーム[77] - 今井靖彦
- キングオージャー[17][3][77][78]、キングオージャーZERO[3][77][注釈 29]、ダイゴーグ[3][77][78]、ハチオージャー（43）[55] - 藤田洋平
- タランチュラナイト[28][3][77][81][注釈 29]、ゴーマ・ローザリア[75][3][77]、キョウリュウジン[77][注釈 29]、キングキョウリュウジン[77][注釈 29]、サナギム[77]、ジゴクジーム[77]、イラガジーム[77]、デーボ・センキング[77]、ハチオージャー（代役）[55] - 米岡孝弘
- デズナラク8世[17][3][77]、ダグデド・ドゥジャルダン[75][3][77] - 清家利一
- カメジム[17][3][77]、カメジム・ウンカ[75][3][77]、サナギム[77] - 蔦宗正人
- ゲロウジーム[91][3][77]、フンジーム[77]、デズフンジーム[77]、シュゴッダム民[77] - 齊藤謙也
- ヒルビル・リッチ[75][3][77] - 五十嵐睦美
- ミノンガン・モウズ[75][3][77] - 小森拓真
- グローディ・ロイコディウム[63][3][77]、ダンジーム[77]、デズダンジーム[77]、アメンジーム[77]、ダイヤモンドダンジーム[77] - 村岡弘之
- ネフィラ（代役）[3][77]、ナガバジーム[77] - 宮澤雪
- キングキョウリュウレッド[75][3][77][73] - 縄田雄哉
- キョウリュウピンク[107] - 野川瑞穂

## スタッフ
プロデューサーは、スーパー戦隊シリーズでの登板は『獣電戦隊キョウリュウジャー』以来10年振りとなる大森敬仁、パイロット監督は『騎士竜戦隊リュウソウジャー』を担当した上堀内佳寿也、メインライターを『賭ケグルイ』や『真犯人フラグ』、『仮面ライダーゼロワン』第23・24話を担当した高野水登が担当する。音楽担当の坂部剛は『4週連続スペシャル スーパー戦隊最強バトル!!』以来の登板（シリーズ本編かつ単独での担当は初）。キャラクターデザインには特撮作品初参加となる漫画家の余湖裕輝を起用。
大森は久しぶりにスーパー戦隊シリーズを担当するが、経歴が長いため、新たな人に入ってもらいつつ、自らは交通整理をするくらいのバランスにした方が良い作品が生まれると思ったという。
- 原作 - 八手三郎[2]
- 連載 - テレビマガジン、てれびくん
- 脚本 - 高野水登[2]、金子香緒里
- 脚本監修 - 高野水登（32・33）
- 音楽 - 坂部剛[108][注釈 1]
- アクション監督 - 渡辺淳[2]
- 特撮監督 - 佛田洋[2]
- ゼネラルプロデューサー - 大川武宏（20 - / テレビ朝日）
- プロデューサー - 大川武宏[2]（1 - 19）・芝高啓介（20 - 50）（テレビ朝日）、大森敬仁[2]、久慈麗人（12 - 50）（東映）、矢田晃一[2]（東映エージエンシー）
- 撮影 - 上赤寿一、相葉実、さとう真之
- 照明 - 堀直之、西田文彦、柴田守、本田純一
- 美術 - 竹内公一（1・2）、田中涼（3 - 50）
- 録音 - 中山寿範、関根光晶、甲斐匡
- 編集 - 金田昌吉
- スクリプター - 國米美帆、梅木望帆、森みどり、髙山秀子
- 助監督[注釈 30] - 茶谷和行、谷本健晋、宮﨑駿、伊藤良一
- 制作担当 - 𠮷川和也、持田一政、伊藤渉、伊藤隆幸、喜多智彦、伊場野高嗣、中島嘉隆
- ラインプロデューサー - 佐々木幸司
- 計測 - さとう真之、相葉実
- 撮影助手 - 加藤瞭一（1 - 5・9 - 50）、佐藤琢也（6 - 8） / 長谷川統万[注釈 31]（1 - 5・20 - 47）、竹尾明花（6 - 11・48 - 50）、北川叶美（12 - 19）
- モニター担当 - 瀬尾幸夫（1 - 5・9 - 21・24 - 50）、川端健太（6 - 8・22・23・37 - 39）
- Ultimatteオペレーター - 花山幸輝（株式会社NX）
- 照明助手 - 西田文彦・堀本奈穂（1 - 5）、才田こず恵[注釈 32]（6 - 8・42 - 47）、泉谷しげる・速川英明（9 - 11）、林大樹・柴田守（12・13・28・29）、堀直之・林大樹（14 - 16）、佐藤俊介・青山亮太（17 - 19）、才田こずえ[注釈 32]・古川凱（20 - 23・32・33）、柴田守・古川凱（24 - 27・30・31・48 - 50）、柴田守・速川英明（34 - 36・40・41）、柴田守（37 - 39）
- 録音助手 - 原明日香
- デザイナー応援（1・2） - 江口亮太・田中涼
- 美術助手 - 森下千愛
- セット美術担当 - 桑原良太
- 装置 - 紀和美建
- 装飾 - 塩満義幸・淀名和祐介・大前瑠美、寺坂由希菜（48 - 50）（東京美工）、高津装飾美術
- セット付 - 井上天見（1 - 16）、古賀琢麻、髙橋達也・石戸谷優・梶原桃夏（17 - 50）
- 衣裳 - 袴田知世枝[注釈 33]（1 - 19・45 - 50）、藤井和輝（14 - 19・40 - 44）、松下麗子（20・21） / 元木裕里有[注釈 34]、橋本春華（14 - 19・22 - 31・34 - 50）（東京衣裳）
- スタイリスト - 村瀬昌広（33・38）
- 衣裳デザイン・制作 - h.NAOTO、GUT'S DYNAMITE CABARETS、怜二、小林育美、バンダイ ファッションブランド事業部、大木未来
- 装飾デザイン・制作 - TARO KAMITANI、株式会社LIBRA、東海林美緒
- 衣裳デザイン - 榊原渓（文化服装学院）、吉村萌々香（名古屋モード学園）、JEON CHO YEON（目白ファッション&アートカレッジ）、武智陽花（大阪モード学園）
- コンセプト&3D背景デザイン - 木村俊幸（Vex studio LOOP HOLE）
- コンセプトアート - 小嶋慶祐[109][注釈 35]（レヴォルト）、田嶋秀樹[注釈 36]（石森プロ）、佐藤利幸[注釈 37]
- アートデザイン - 渋谷亮介[112][注釈 38]、武藤聖馬[114]、NORIMA.[注釈 39]（和ポップイラストレーター）
- 絵コンテ - 田中浩二、伊藤康洋
- アシスタントコンセプトデザイナー - 原満陽子（Vex studio LOOP HOLE）
- 筆文字（1・4 - 50） - 大山恵・平原ようす
- 壁絵制作（4 - 19・22 - 50） - 楊金子
- メイク - 辻真美 / 遠山穂波、酒井真理子、芋生マミ、松本智菜美、岡部美咲、貴島貴也（サフェイスメイクオフィス）
- 助監督 - 匂坂力祥、谷本健晋、上窪貴一、山本海大、飯岡凌太、濱龍也、山田敏久、原田光規、相馬敢太、竹内祐一、荻原丈、松山陽亮、清智史
- アクション監督補 - おぐらとしひろ[116][117][118]（48 - 50）
- 助監督応援 - 吉田尅隻（1・2）、宮﨑駿（48 - 50）
- 原稿担当 - 佐々木智章
- 操演 - 橋本一輝（ライズ）
- マナー指導（3） - 飯沼佳三（株式会社プロジェクトK）
- 進行主任 - 喜多智彦、伊藤隆幸、伊藤渉、持田一政、中島嘉隆、山口通平
- 制作進行 - 山﨑敦貴、鈴置和己・鳥谷部みなみ（1 - 5）、中村美月季（30 - 33・42 - 50）
- キャラクター管理 - 佐藤藍、田山健（3 - 50）
- 造型 - レインボー造型企画、前澤範、前澤まさる、吉川学
- スケルトニクス(コクピット)制作 - 宮本大輔（ロボットライド）、阿嘉倫大（ロボットライド）[119]
- MA - 薄井洋明
- 選曲 - 宮葉勝行
- 音響効果 - 桑原秀綱（SoundRound）
- 編集助手 - 片瀬健太
- MAオペレーター - 錦織真里
- 音響効果助手 - 福島景
- EED - 菊地光洋（1 - 13）、西田光憲（14 - ）（東映デジタルラボ）
- EED助手 - 西田光憲（1 - 13）、大原駿也（14 - ）（東映デジタルラボ）
- 技術運営 - 川崎秀彦・林和哉
- 仕上進行 - 川﨑堅斗
- 企画協力 - 企画者104
- 資料担当 - 松井大・神内大輝
- デザイン協力 - プレックス
- キャラクターデザイン - 余湖裕輝[34][注釈 40]
- AP - 磯田ゆう（1 - 5）、落合美月（6 - 31・49）、石川歳一（36 - 48・50）、小笠原栞菜・石切山義貴、髙橋諒平
- 協力プロデューサー（1 - 5） - 高木敬太
- ラインプロデューサー補（1 - 21・24 - 50） - 伊場野高嗣
- 制作デスク - 近藤孔明、山下梨乃（3 - 19）、梓澤美来（1 - 32）、尾形利奈（33 - 50）、桃尻美月
- 取材担当 - 平林京子
- 編成 - 平泉季里子・芝高啓介（1 - 19）、井上千尋・吉添智威（20 - 50）（テレビ朝日）
- デジタル担当 - 渕勇二（テレビ朝日）、磯田ゆう（21 - 50）、竹脇しをり
- 宣伝 - 森千明
- インターネットデータ放送 - メディプレ
- 東映株式会社バーチャルプロダクション部
  - スーパーバイザー - 小林真吾
  - プロデューサー - 樋口純一
  - AP / ディレクター（12 - 50） - 馬場覚
  - UEオペレーター - 羽田一貴（1・2・5・20・21・26・27・33・49・50）
- Live合成
  - 統括ディレクター - 遠藤眞一郎
  - UEオペレーター - 羽田一貴（3・4・6 - 19・22 - 25・28 - 32・34 - 48）、小林透生・瀧田和生
- （株）ORENDA WORLD
  - ディレクター - 藤本航
  - UEオペレーター - 池田侑史・中島亜耶・吉川輝
  - デザイナー - 佐藤琢磨、宇津川達郎、続幸子、江原好恵、市川拓馬、ヨハル・パルメナス・プルモノ・シディ、魏佳斌、高田和俊
- アイ・ペアーズ株式会社
  - プロデューサー - 伊藤衛、田中克典（33）
  - ディレクター - 田中克典（1 - 32・34 - 50）、安居顯太朗・寺尾昂祐
  - UEオペレーター - 佐藤直哉（なヲタ）・矢島由梨奈・大塚伊織・藤澤みゆ
  - デザイナー - 戸川優里・江田弥生
  - UE制作 - 星野昇平・fumi・勝田雄貴
- MAGNUS AGRI - 大畑智也（1・2）
- デジタル合成[注釈 41] / 視覚効果[注釈 42] - 日本映像クリエイティブ（6 - 19・22 - 25・28 - 48・50）
  - 日本映像クリエイティブ[注釈 41] / デジタル合成[注釈 42] - 斉藤幸一・柳原嘉宣、光田望（1 - 47）、坂本将太郎（1 - 19）、今井昭克（20・26・27）、三輪智章（22・23）、西方寛人・水本悠友、西谷和眞（1 - 19）、足立麻沙子、久村英徹（10・12・22・23）、小松祐規（10・22・23）、渡邉亮太（10・12・21 - 23）、上田茂（10・21・22 - 24）、竹内大稀（10・12・24）、勝又拓海（10・12）、青井泰輔（10）、小林淳之介（10・12・20・22・23・26・27）、唐澤玲央（10・21）、千田壱成・高塚万里子（22・23）
  - 國米修市（1・2・10・12 - 31）、津田侑子（1 - 6・14・15・20 - 31・34・35）、若林純（1）、徳永拓馬（2）
- GlitterMagic.Co,Ltd.（1 - 33・36 - ） - ChiwinBas、Wanwisa Polyiem、Chaiyaporn Riangngoen、Sathanee Dechapraphun（42 - ）
- ソニーPCL株式会社（2 - 50）
  - VPコーディネーター - 遠藤和真・大賀英資・助田喜久・細田昌史
  - UEオペレーター - 長嶋祐加・鈴木健太・宮澤円、小泉辰仁（34 - 48）
  - LEDオペレーター - 松村成也・山田麗
- TUKAYAクリエイト株式会社
  - UEオペレーター - 柳澤光明
- アンダーグラフ（1 - 3） - 小林敬裕・佐々木良太、江川千恵子・大野俊太郎（1・2）
- （株）特撮研究所
  - 撮影 - 岡本純平
  - Bキャメ - 鈴木啓造（1）
  - 照明 - 山﨑豊
  - 美術 - 松浦芳
  - 操演 - 中山亨
  - 特殊効果 - 和田宏之
  - 撮影助手 - 内田圭、原伸也（1・12 - 19・22 - 25）、小島洋輔（1・32 - 50）・安藤昇児（1）、髙橋優作（1 - 11・20・21・26 - 31）、内藤耀貴・葉山昌堤（12 - 19・22 - 25）
  - 照明助手 - 福吉麟太郎
  - 美術助手 - 髙橋一（1 - 11）、長谷川俊介・鶴田智也
  - 操演助手 - 黒田政紀（1）、髙橋ひと美・河村有、大川晧生・荻原和哉（1）
  - 助監督 - 橋本彗、大星悠斗（1 - 31）
  - キャラクター管理 - 横井豊
  - 制作主任 - 髙栁優一
  - 制作応援 - 関谷和隆（1）
  - 現場応援 - 川越蒼汰・廣瀬大輔（1）
- 特撮撮影協力
  - Hibino VFX Studio - 菊地茂則・渡辺真之輔・矢野将之・松浦梨乃・須藤歩・佐々木健二・岡本佳奈
- ミニチュア制作
  - （株）ミューロン - 倉橋正幸・倉橋千寿子・上村邦賢・桑島健一・髙橋洋史・梶政幸・山本ヒロシ（ボンクラフト）・風工房
- デジタル合成
  - VFXスーパーバイザー - 山本達也、小串遼太郎（6 - 50） / 岩谷和行（1 - 25）、瀬川信康、吉川隆之（1 - 3）
- ACT Designs,Inc. - 岡本直樹・平田銃久
- ミックジャパン - 泉昌人
- 名古屋造形大学吉川スタジオ（4 - 25） - 吉川隆之
- マリンポスト（4 - 50） - 諸星勲・桑本祥一
- Tips（1 - 5・7 - 50）
  - VFXアーティスト - キムラケイサク、上嶋侑（3 - 5・7 - 49）
- （株）アグニ・フレア - 稲葉剛士・篠原亜留吾・岩男信人・鈴木伸彦・Eliar Abdirimov・園崎秀榮・赤塚鮎美・村本翔子・Ery Suriadi・井出義晃・楊惠伊・加藤名奈恵
- 日本エフェクトセンター - 小柴浩・むとうゆうみ・塚本龍斗
- （株）レイルズ（1 - 24・32 - 50） - 岡本晃・善積健・中野佑太・小林雅士・出口達郎・石井優樹、島田和佳（3 - 24・32 - ）
- 衣裳制作協力 - 杉野服飾大学
- 撮影協力 - 清澄白河BASE、ハウステンボス、こもれび森のイバライド
- OPディレクション - 上堀内佳寿也（21）
- 監督 - 上堀内佳寿也[2]、山口恭平、加藤弘之、茶谷和行、中澤祥次郎、坂本浩一
- 制作 - テレビ朝日、東映、東映エージエンシー

## 音楽
本作品の主題歌はオープニングのみだが、この他に挿入歌として登場する5か国のテーマソングが作られている。
オープニング「全力キング」
作詩・歌 - 古川貴之 / 作曲・編曲 - 園田健太郎
オープニング映像は第3話から使用。イントロでは毎話その回のキングオージャー5人とラクレスの本編映像のハイライトが挿入される。第13話からはジェラミーが映像に追加された。
第1・2・5・20・26・27・33・最終話では挿入歌として使用され、第33話・最終話を除きキャストはアバンタイトル、スタッフのクレジットは本編ラストで表示された。戦隊側のキャストはキャスト名のみが表示された。最終話では全てのキャスト（役名表示あり）とスタッフを本編ラストで表示し、最後にサブタイトルを表示して物語を締めくくられた。
第49話ではエンディングとして使用され、序盤で表示されたキングオージャー6人のキャストと監督を除き、キャスト・スタッフのクレジットは本編ラストで表示された。
第21話は、全員でダンスを踊る特別版に変更され、東映特撮YouTube Officialでは「天下一舞踊会」と称して王様・キングオージャー（変身後）・各国側近の3パターン（7月末にさらにシュゴッダムなどの7パターンを追加して合計10パターン）のダンス動画とこれらを編集して実際に第21話で使用された限定オープニング（ノンクレジット版）が放送後期間限定で配信された。
- 歌詞にはキングの駒があるチェスからヒントを得た「盤面」などの言葉も入っている。
- 通常通りのオープニングテロップでは、大勢のスタッフ、俳優部のテロップで画面が埋め尽くされ、これを収まるように出すとスピードがとても早くなる可能性があるため、アニメのオープニング映像を参考に画の一部としてクレジットが掲載されている。また、上堀内がスーパー戦隊や仮面ライダーのオープニングにも1つのフォーマットのようなものができていると感じており、本作品本編の内容自体、視聴者に今まで見たことのない世界観を見せられるという思いであったため、自由でクリエイティブなアニメのオープニングのようにアグレッシブさを出せれば本作品のオープニングに相応しくなると思い、オープニングも1つの作品であるというイメージでやったら最終的に受け入れてくれるのではと思い作ったという。

エンディング「Pride and Brave」（33）
作詩 - 渡部紫緒 / 作曲 - 佐橋俊彦 / 編曲 - 坂部剛 / 歌 - 高取ヒデアキ
第33話は、オープニングがない代わりにエンディングを採用。なお、エンディングクレジットにおけるキングオージャー側キャストは通常と異なり、変身前と変身後の両方が表記されている。

挿入歌
「INFERNO」（6・8・39・42）
作詩・歌 - ナノ / 作曲・編曲 - 坂部剛
シュゴッダムのテーマソング。
- 巨大な権力に立ち向かうギラという物語の構造があったため、そういう雰囲気を匂わせる曲にしており、「INFERNO」を先に作り、そのバリエーションとしてギラのテーマである「俺様が世界を支配する!」を作っている。

「Try & Fight」（2・39・44）
作詩 - 藤原優樹 / 作曲・編曲 - 長谷川大介 / 歌 - 鎌田章吾
ンコソパのテーマソング。
「I'm still alive」（2・35）
作詩 - マイクスギヤマ / 作曲・編曲 - YOFFY / 歌 - 鎌田章吾
「World Is Mine!」（3・14・36）
作詩・作曲・編曲 - 木下龍平 / 歌 - Machico
イシャバーナのテーマソング。
「Ignorantia juris nocet」（5・38）
作曲・編曲 - 滝澤みのり / 歌 - ゴッカンクワイア
ゴッカンのテーマソング。
「宴じゃオージャー!」（4・18・24）
作詩・作曲・編曲 - KoTa / 歌 - 高橋秀幸&伊勢大貴
トウフのテーマソング。
「Waking the King」（10）
作詩 - 渡部紫緒 / 作曲・編曲 - 坂部剛 / 歌 - 高取ヒデアキ
- 先に劇伴である「降臨せよ! キングオージャー!!」を作っているが、歌にすることは決まっていたため、あらかじめ歌える音域でメロディを作っている。

「もっふんのうた」
作詩・作曲 - 高野水登 / 編曲 - 水口浩次 / 歌 - 吉田仁美
劇中ではイシャバーナで放送されているアニメ『もっふんといっしょ』の主題歌となっている。
「The Prophet」（12・29）
作詩・作曲・編曲 - 園田健太郎 / 歌 - 古川貴之
「BRAND NEW WORLD」（18）
作詩 - 栗山健太 / 作曲 - 栗山健太・APAZZI / 編曲 - APAZZI / 歌 - 萩原逸輝
「VAMOLA!キョウリュウジャー」（33）
作詞 - 藤林聖子 / 作曲 - 持田裕輔 / 編曲 - 山下康介・持田裕輔 / 歌 - 鎌田章吾
「もっふんのうた（リタver.）」（38）
作詩・作曲 - 高野水登 / 編曲 - 水口浩次 / 歌 - パピヨンオージャー / リタ・カニスカ（平川結月）
「Just we go」（45）
作詩 - 渡部紫緒 / 作曲 - 山田信夫 / 編曲 - 渡部チェル / 歌 - NoB

キャラクターソング
「KIND KING」
作詩 - ミズノゲンキ / 作曲・編曲 - Tak Miyazawa / 歌 - クワガタオージャー / ギラ（酒井大成）
「テッペンONLINE」
作詩 - ミズノゲンキ / 作曲・編曲 - 馬渕直純 / 歌 - トンボオージャー / ヤンマ・ガスト（渡辺碧斗）
「Golden Garden」
作詩 - ミズノゲンキ / 作曲・編曲 - Tak Miyazawa / 歌 - カマキリオージャー / ヒメノ・ラン（村上愛花）
「仰天珍道中」
作詩 - ミズノゲンキ / 作曲・編曲 - 設楽哲也 / 歌 - ハチオージャー / カグラギ・ディボウスキ（佳久創）
「線上のトリックスター」
作詩 - ミズノゲンキ / 作曲・編曲 - 馬渕直純 / 歌 - スパイダークモノス / ジェラミー・ブラシエリ（池田匡志）

## 制作
大森は『キョウリュウジャー』以来、約10年振りにスーパー戦隊シリーズを担当するが、前2作『機界戦隊ゼンカイジャー』『暴太郎戦隊ドンブラザーズ』で、5人が最初からそろっていなくても良かったり、名乗らなくてもいいなど当たり前であったルールがなくなったことで、有難かったとしており、「王道の戦隊が帰ってきた」と思われる声もあったというが、本作品でも、戦隊としての道を壊さずに、新たな道を模索しているという。また、脚本の高野もちゃんとスーパー戦隊を見てこなかったというが、『ドンブラザーズ』のようにルールを壊すような作品が放送されていたタイミングで依頼が来たため、面白い作品を気負わずに作ればいい、というフラットな気持ちで参加することができたという。
大森はスーパー戦隊のドラマは、1人1人がヒーローであり、巨大な敵にそのヒーローたちが団結して立ち向かっていくというものと思っていたため、団結した際に燃えるシチュエーションとして「王様」というモチーフとなった。王様が物語を導き、ヒーローのギミックが昆虫というのは、大森が元々温めていた題材で、スーパー戦隊シリーズをやることが決まったことで、高野に提案したといい、大森が国の設定を提案し、ギラを除いたキャラクターは高野が発案したという。日常では王様を目にせず、現実の国同士の関係を落とし込めないため、ファンタジーにしたが、大森はここまで本格ファンタジーになるとは思わなかったという。
ギラの成長を中心に描くストーリーとなり、5人が最初からそろっているわけではなく、1人ずつ仲間になっていくことが決まった。当初は全員が第4話で集まるように考えていたが、あまりにもファンタジーすぎるため、世界観が丁寧に描いていかないと世界観が飲み込めなかったことから、1話分増やして、第5話までは、各国をギラ目線で訪れていく、という構成になった。
本作品がファンタジーな世界観であることから、動きのカッコいいところのみを描き、画を飛ばして見せたいところのみを映すアニメのアクションシーンのように、立ち上がる際の動きが鈍くなる瞬間などをカットしている。また、若い俳優たちが演じる王様の威厳を出すために、変身シーンなどのさまざまなシーンで「王様カット」と呼ばれる王様に見えるよう意識しながら撮影する印象付けたいカットを決めているという。
世界各国の王様が団結することから、地中や宇宙から敵が来るしかないため、その両方を二部構成でやることとなった。地中や宇宙から来る敵であれば、人間とは異なるっサイズや姿でも違和感がなく、大きな敵が現れて大きなロボが対処するというのは自然であることから、そういったことを色々と検討して設定を固めたという。また、巨大ロボット戦では、等身大の戦いから巨大ロボット戦になる「巨大化」というギミックが重要ではないことに気付き、「ロボと巨大な怪人が最初から戦う」という方針になった。
ファンタジーな世界観であることから、バーチャルプロダクションを導入して進められ、事前に舞台となる背景を5か国分まとめて作り、ドラマをCGで作った舞台の中で描いていくという作りになり、各国のCG背景をなるべく使いまわせるようなドラマ作りをしなければいけなくなり、新たなエピソードを毎回立てていくとなると、CGで作ったものとは異なる場所が必要になる。当初からそういった事情は分かっていたため、意図して縦軸強めで、王様たち周囲の環境をメインにしてドラマを描くということは決めていたことから、怪人の個性やエピソードごとのバラエティ感は薄まっていったという。
第26話から新章が始まったことについて高野は、あまり過去のスーパー戦隊の知識がなく、1年間の構成がどんなものか知らなかったため、こうなるのがむしろ当然であり、1人の悪役と1年間戦い続ける展開が高野自身が飽きてしまいそうで、筆が乗らなくなってしまうのではないかと思い、放送開始から半年ほどのタイミングで、高野本人からガラッと変えようと提案したという。
例年であれば、夏は家族旅行で出掛けた子どもたちが見逃がしたり、地域によっては高校野球の中継で放送されなかったりするため、物語をあまり進めない時期であるという考えだが、9月からは『仮面ライダーガッチャード』が始まり、より多くの視聴者に本作品を見てもらうチャンスであると感じており、本作品を見たことない人が、見始めるかもしれない場合、どういう見え方がいいだろうというところからの逆算が、本作品に関しては大きかったという。また、6人の中で自称王様が2人いたため、6人が完全に王様になった段階で新たなスタートを切りたい、という考えもあり、そういう作戦になったという。

### 撮影
2022年10月、東映は東京撮影所に「バーチャルプロダクション部」が発足し、2023年1月、「テレビレギュラー番組用」であるNo.11ステージに横30メートル×縦5メートルのLEDウォールが設置された。本作品では従来の2Dや3D合成技術の他に、そのLEDウォールで被写体の背景を覆い、合成をせずともCGを用いた背景で撮影が可能な「バーチャルプロダクション」撮影を本格的に導入しており、5王国の城は内外いずれも3Dモデルなどで作った素材である「CGアセット」で作っている。これについて大森は、ファンタジーらしい背景を天気や場所の心配もなく作り出せ、ロケに行く回数も減らせ、多めに準備期間が取れたため、クランクイン時には背景がほとんど完成した状態にできたという。
2022年初夏に本作品の企画の話があり、バーチャルプロダクションでやることが決まったが、企画段階ではLEDを買うことすら決まっていなかったことから、年末にLEDが届き、翌月にクランクインしたため、間に合わず、撮影所でのLEDウォールでは撮影できなかったという。
グリーンバックでのライブ合成のほか、前作『暴太郎戦隊ドンブラザーズ』の特撮パートで初導入された動くカメラに合わせて背景に視差が生まれる「インカメラVFX」を通常パートにも導入。本作品では、背景の1枚絵をLEDウォールに投影する「スクリーンプロセス」やインカメラVFXの2パターンをやっており、LED自体が発光しているため、グリーンバックよりもライティング効果が期待できたり、画のバランスを一発撮りで見られるというメリットがあるが、ハイスピード撮影や広角の画が撮れないなどの良し悪しがあるため、グリーンバックのほうが向いていることも多々あったという。広角の画で撮影する場合は、グリーンバックの代わりに緑色にしたLEDウォールで撮影したという。
LEDウォールに3DCGを投影しLEDの発光ごとライブ合成で撮影することで、5人の国の3DCGにリアル感を出すことに成功している。

## 放送日程
| 放送日          | 放送回 | サブタイトル                     | 登場怪人                                                                                   | 脚本       | 監督         |
| --------------- | ------ | -------------------------------- | ------------------------------------------------------------------------------------------ | ---------- | ------------ |
| 2023年03月05日  | 1      | 我は王なり                       | - ダンジーム                                                                               | 高野水登   | 上堀内佳寿也 |
| 3月12日         | 2      | 誰がための王                     | - ボダルジーム（声 - 下鶴直幸）                                                            | 高野水登   | 上堀内佳寿也 |
| 3月19日         | 3      | 我がままを捧ぐ                   | - フンジーム（声 - 石野竜三）                                                              | 高野水登   | 上堀内佳寿也 |
| 3月26日         | 4      | 殿のオモテなし                   | - タニジーム                                                                               | 高野水登   | 上堀内佳寿也 |
| 4月02日         | 5      | 冬の王来たる                     | - ジゴクジーム（声 - 酒井敬幸）                                                            | 高野水登   | 上堀内佳寿也 |
| 4月09日         | 6      | 王子の帰還                       | -                                                                                          | 高野水登   | 山口恭平     |
| 4月16日         | 7      | 神の怒り                         | - グンダジーム（声 - 島田敏）                                                              | 高野水登   | 山口恭平     |
| 4月23日         | 8      | 王と王子の決闘裁判               | - ゲロウジーム                                                                             | 高野水登   | 山口恭平     |
| 4月30日         | 9      | ギラ逃走中                       | -                                                                                          | 高野水登   | 加藤弘之     |
| 5月07日         | 10     | 伝説の守護神                     | - デズダンジーム - デズボダルジーム - デズフンジーム - デズタニジーム - デズジゴクジーム   | 高野水登   | 加藤弘之     |
| 5月14日         | 11     | 怪奇!クモ仮面の男                | - ナガバジーム（声 - 愛河里花子）                                                          | 高野水登   | 加藤弘之     |
| 5月21日         | 12     | 6人目の王様                      | -                                                                                          | 高野水登   | 上堀内佳寿也 |
| 5月28日         | 13     | 怒りのスパイダー                 | - ゲロウジーム                                                                             | 高野水登   | 茶谷和行     |
| 6月04日         | 14     | もっふんといっしょ               | - アメンジーム（声 - 飛田展男）                                                            | 高野水登   | 山口恭平     |
| 6月11日         | 15     | スズメにお見舞い                 | - バエジーム（声 - 阿部敦）                                                                | 高野水登   | 山口恭平     |
| 6月18日         | 16     | 10才の裁判長                     | - ヲゲラジーム（声 - 松田健一郎）                                                          | 高野水登   | 山口恭平     |
| 6月25日         | 17     | 王は逃げない                     | - ゲンジボダルジーム                                                                       | 高野水登   | 加藤弘之     |
| 7月02日         | 18     | 始まりの王冠                     | -                                                                                          | 高野水登   | 加藤弘之     |
| 7月09日         | 19     | 王様戦隊キングオージャー         | - ダイヤモンドダンジーム（声 - 千葉進歩）                                                  | 高野水登   | 加藤弘之     |
| 7月16日         | 20     | 王と王の決闘                     | -                                                                                          | 高野水登   | 山口恭平     |
| 7月23日         | 21     | 突き進め王道を                   | -                                                                                          | 高野水登   | 山口恭平     |
| 7月30日         | 22     | シュゴッド大集合                 | - イラガジーム（声 - 竹本英史）                                                            | 高野水登   | 茶谷和行     |
| 8月06日         | 23     | シュゴッダムの動く城             | - ダイゴーグ                                                                               | 高野水登   | 茶谷和行     |
| 8月13日         | 24     | 狭間の王vs奈落の王               | - ザリガジーム（声 - 阪口大助）                                                            | 高野水登   | 加藤弘之     |
| 8月20日         | 25     | 王と民の戦い                     | - デズナラク8世 - カメジム（26話）                                                         | 高野水登   | 加藤弘之     |
| 8月27日         | 26     | 新王国の誕生                     | - デズナラク8世 - カメジム（26話）                                                         | 高野水登   | 加藤弘之     |
| 9月03日         | 27     | 宇蟲王の到来                     | -                                                                                          | 高野水登   | 上堀内佳寿也 |
| 9月10日         | 28     | シャッフル・キングス!            | -                                                                                          | 高野水登   | 上堀内佳寿也 |
| 9月17日         | 29     | 王様失格                         | -                                                                                          | 高野水登   | 上堀内佳寿也 |
| 9月24日         | 30     | 凍てつく天秤                     | -                                                                                          | 高野水登   | 中澤祥次郎   |
| 10月01日        | 31     | 二千年の愛                       | - ネフィラ - ダイゴーグ                                                                    | 高野水登   | 中澤祥次郎   |
| 10月08日        | 32     | 遭遇!キョウリュウ!               | - 兜武神デーボス（声 - 江川央生） - デーボ・センキング（声 - 武内駿輔）（32話） - ゾーリ魔 | 金子香緒里 | 坂本浩一     |
| 10月15日        | 33     | シューゴー!キングとキョウリュウ! | - 兜武神デーボス（声 - 江川央生） - デーボ・センキング（声 - 武内駿輔）（32話） - ゾーリ魔 | 金子香緒里 | 坂本浩一     |
| 10月22日        | 34     | シュゴ仮面の逆襲                 | - キンバエジーム（声 - 阿部敦）                                                            | 高野水登   | 加藤弘之     |
| 10月29日        | 35     | 泣くなスカポンタヌキ             | -                                                                                          | 高野水登   | 加藤弘之     |
| 11月12日        | 36     | ヒメノのお見合い大作戦           | -                                                                                          | 高野水登   | 加藤弘之     |
| 11月19日        | 37     | イロキの乱                       | -                                                                                          | 高野水登   | 上堀内佳寿也 |
| 11月26日        | 38     | 不動のアイドルデビュー           | -                                                                                          | 高野水登   | 上堀内佳寿也 |
| 12月03日        | 39     | ンコソパ頂上決戦                 | - ゴーマ・ローザリア                                                                       | 高野水登   | 上堀内佳寿也 |
| 12月10日        | 40     | 我は王で王子なり                 | -                                                                                          | 高野水登   | 加藤弘之     |
| 12月17日        | 41     | 宇宙を救う時                     | - ダイゴーグ                                                                               | 高野水登   | 加藤弘之     |
| 12月24日        | 42     | ラクレス王の秘密                 | - ダグデド・ドゥジャルダン                                                                 | 高野水登   | 茶谷和行     |
| 2024年 01月07日 | 43     | 覇王の大罪                       | - ミノンガン・モウズ                                                                       | 高野水登   | 茶谷和行     |
| 1月14日         | 44     | 王の証!真の六王国同盟            | - ヒルビル・リッチ                                                                         | 高野水登   | 茶谷和行     |
| 1月21日         | 45     | 王を継ぐ者たち                   | - ミノンガン・モウズ                                                                       | 高野水登   | 加藤弘之     |
| 1月28日         | 46     | 命の美しさを知れ                 | - グローディ・ロイコディウム                                                               | 高野水登   | 加藤弘之     |
| 2月04日         | 47     | 神を黙らせろ                     | - グローディ・ロイコディウム                                                               | 高野水登   | 加藤弘之     |
| 2月11日         | 48     | さらば、親愛なる民よ             | - ダグデド・ドゥジャルダン - カメジム・ウンカ                                              | 高野水登   | 上堀内佳寿也 |
| 2月18日         | 49     | 王はここにいる                   | - ダグデド・ドゥジャルダン - カメジム・ウンカ                                              | 高野水登   | 上堀内佳寿也 |
| 2月25日         | 50     | 俺様たちが世界を支配する         | - ダグデド・ドゥジャルダン - カメジム・ウンカ                                              | 高野水登   | 上堀内佳寿也 |

## 放送局・インターネット配信
| 放送期間                                           | 放送時間                          | 放送局                                      | 対象地域       | 備考                     |
| -------------------------------------------------- | --------------------------------- | ------------------------------------------- | -------------- | ------------------------ |
| 2023年3月5日 - 2024年2月25日                       | 日曜 9:30 - 10:00                 | テレビ朝日（制作局） ほか系列フルネット24局 | 日本国内       | 字幕放送・連動データ放送 |
| 2023年3月12日 - 2024年3月3日                       | 日曜 6:30 - 7:00                  | 北日本放送                                  | 富山県         | 字幕放送                 |
| 2023年3月17日 - 2024年3月8日                       | 金曜 10:55 - 11:25                | 四国放送                                    | 徳島県         |                          |
| 2023年3月18日・3月25日 2023年4月1日 - 2024年3月9日 | 土曜 5:15 - 5:45 土曜 5:45 - 6:15 | 宮崎放送                                    | 宮崎県         | [ 注釈 52 ]              |
| 2023年3月19日 - 2024年3月10日                      | 日曜 5:30 - 6:00                  | 福井テレビ                                  | 福井県         |                          |
| 2023年3月19日 - 2024年3月17日                      | 日曜 5:35 - 6:05                  | 山梨放送                                    | 山梨県         |                          |
| 2023年3月19日 - 2024年3月10日                      | 日曜 6:15 - 6:45                  | テレビ高知                                  | 高知県         |                          |
| 2023年3月24日 - 2024年3月8日                       | 金曜 15:15 - 15:45                | さんいん中央テレビ                          | 島根県・鳥取県 |                          |

インターネット配信
| 配信対象地域 | 配信先               | 更新期間                     | 更新時間          | 備考                                                      |
| ------------ | -------------------- | ---------------------------- | ----------------- | --------------------------------------------------------- |
| 日本全域     | 東映特撮ファンクラブ | 2023年3月5日 - 2024年2月25日 | 毎週日曜10:00更新 | 定額制による見放題見逃し配信 1 - 3話は4月15日まで無料配信 |
| 日本全域     | TELASA               | 2023年3月5日 - 2024年2月25日 | 毎週日曜10:00更新 | 定額制による見放題見逃し配信 1 - 3話は4月15日まで無料配信 |
| 日本全域     | Tver                 | 2023年3月5日 - 2024年2月25日 | 毎週日曜10:00更新 | 最新話1週間無料配信                                       |
| 日本全域     | ABEMA                | 2023年3月5日 - 2024年2月25日 | 毎週日曜10:00更新 | 最新話1週間無料配信                                       |
| 日本全域     | Amazon Prime Video   | 2023年3月8日 - 2024年2月28日 | 毎週水曜10:00更新 | 定額制による見放題見逃し配信                              |

また、放送開始および2023年7月の映画公開を記念してYouTubeの以下のチャンネルにて以下の話数の無料配信が行われた。
| 配信対象地域 | 配信先                                  | 更新期間 | 更新時間                      |
| ------------ | --------------------------------------- | --- | ----------------------------- |
| 日本全域     | 東映特撮YouTube Official                | 2023年3月5日 - 4月15日（1話） 2023年3月12日 - 4月15日（2話） 2023年3月19日 - 4月15日（3話） 2023年7月15日 - 9月3日（1 - 5・10話） | 日曜10:00更新 7月15日0:00配信 |
| 日本全域     | スーパーヒーロータイム / テレビ朝日公式 | 2023年3月5日 - 4月15日（1話） 2023年3月12日 - 4月15日（2話） 2023年3月19日 - 4月15日（3話） 2023年7月15日 - 9月3日（1 - 5・10話） | 日曜10:00更新 7月15日0:00配信 |

## 他媒体展開

### 映画
『映画 王様戦隊キングオージャー アドベンチャー・ヘブン』
2023年7月28日公開。本作品の単独映画作品。

### Vシネクスト
『王様戦隊キングオージャーVSドンブラザーズ』
『王様戦隊キングオージャーVSキョウリュウジャー』
2024年4月26日期間限定劇場上映、同年10月9日にDVD・Blu-ray発売。Vシネクストでは初の2本立てとなる。
『爆上戦隊ブンブンジャーVSキングオージャー』
2025年5月1日期間限定劇場上映、同年10月29日にDVD・Blu-ray発売。

### テレビシリーズ
『暴太郎戦隊ドンブラザーズ』
第45話にキングオージャー（ロボ）が本作品に先駆けて登場した。

### Webムービー
『王様戦隊キングオージャー変身講座』
東映特撮YouTube OfficialおよびYouTubeバンダイ公式チャンネルで2023年3月5日より配信の短編動画。キングオージャーの変身方法を紹介。
『王様戦隊キングオージャー合体講座』
東映特撮YouTube OfficialおよびYouTubeバンダイ公式チャンネルで2023年3月5日より配信の短編動画。キングオージャーの合体方法を紹介。
『The Talking Kings』
東映特撮ファンクラブで2023年3月5日より配信の本作品出演のキャストに密着し、その魅力に迫る動画。
『5分でわかる！王様戦隊キングオージャー』
東映特撮YouTube OfficialおよびYouTubeバンダイ公式チャンネルで2023年3月31日より配信のダイジェスト動画。
『全力キングをキングが全力で踊ってみた』
日本コロムビア公式YouTube OfficialおよびYouTubeバンダイ公式チャンネルで2023年3月31日より配信の踊ってみた動画。
『王様戦隊キングオージャー 最終三話 TTFC特別バージョン』
東映特撮ファンクラブで2024年4月28日より配信の第48話から第50話までの最終3話に約10分の未公開シーンを追加して1本に再編集した特別版。本編のほか、監督の上堀内佳寿也、脚本の高野水登、プロデューサーの大森敬仁によるオーディオコメンタリー版も配信された。

#### ストップモーション
『キングオージャー ストップモーションシリーズ』
2023年12月11日にYouTubeバンダイ公式チャンネルで配信されたシュゴッドをメインにしたストップモーション・アニメーション。キングオージャー（シュゴッド20体）の他、ガブティラやキングオージャーZEROも登場する。
| 話数    | サブタイトル            |
| ------- | ----------------------- |
| パート1 | おうかんで パワーアップ |
| パート2 | きれいな もりを まもれ! |
| パート3 | ダンスキングは きみだ!  |

### スピンオフ

#### ラクレス王の秘密
『王様戦隊キングオージャー ラクレス王の秘密』
2023年4月23日から同年7月16日まで、東映特撮YouTube Officialにて配信されたラクレス・ハスティーを主役としたスピンオフ作品。全3話。時系列的には本編第2話と第3話の間にあたり、キングオージャーZERO完成に纏わる物語となっている。
登場人物
ベダリア
シュゴッダムのコーカサスカブト城の研究所に勤務する女性。ラクレスに忠誠を誓っており、ラクレスの命によりキングオージャーZEROの修復を従事していた。
- 当初は真面目な男性のローモンという設定であった。ヘッドホンをしているキャラクターであったが、ヤンマと重複することから、飴を舐めるキャラとなった。

コフキ
ベダリアとともにオージャカリバーZEROやキングオージャーZEROの修復を従事する青年。
テレビシリーズの23話・25話・49話・50話にも登場。ゴッドキングオージャー初回合体時は、ゴッドコーカサスカブトに搭乗した。

シデジーム
シデムシのBNAを有する怪ジームの1体で、カメジムにシュゴッダムのコーカサスカブト城の壁画の秘密を探るように命じられていた刺客。
人間の遺体を取り込んでその知識や言動を自分のものにするという能力を持っている。シデジーム自身は本来は物覚えが悪いうえに気だるげな言動の持ち主で、その性格はカメジムも手を焼くほどである。
ベダリアの遺体から取り込んだ知識で、オージャカリバーZEROを引き渡すようラクレスを脅した。
- シデムシがモチーフだが、黒地にオレンジの模様はヨツボシモンシデムシがモチーフであるなど、複数のシデムシの意匠を群体のような気持ち悪さが出るように入れ込んでデザインしている。バグナラクの出自ではないため、怪ジーム共通のボディではなく、カメジムよりも動きやすそうなものを意識してローブとなった。

キャスト

- ラクレス・ハスティー - 矢野聖人
- リタ・カニスカ - 平川結月（1・2）
- ドゥーガ - 森岡豊（1・3）
- ボシマール - 福澤重文
- モルフォーニャ - 長谷川かすみ（2）
- ベダリア - 冨手麻妙
- コフキ - 川野快晴（1・3）
- シデジーム（声） - 代永翼
- ナレーション、カメジム（声 / 2・3） - 三木眞一郎

スーツアクター

- オオクワガタオージャー - 青木哲也
- カメジム、シデジーム - 蔦宗正人

- 寺本翔悟

- 伊藤茂騎（2）
- 藤田洋平
- 神前元
- 渡辺実
- 村岡弘之
- 大林勝
- 神尾直子
- 井口尚哉（1）
- 杉森菜摘
- 岡田ひかる（1）
- 光永ヒロト
- 安川蘭
- 齊藤謙也
- 草野伸介

スタッフ

- 原作 - 八手三郎
- 脚本 - 川満佐和子
- 監督 - 茶谷和行
- アクション監督 - 渡辺淳（ジャパンアクションエンタープライズ）
- プロデューサー - 大森敬仁（東映）
- 撮影 - 上赤寿一
- 照明 - 堀直之
- 録音 - 榎田大道
- 美術 - 田中涼
- 装飾 - 塩満義幸（東京美工）
- スクリプター - 国米美子
- 助監督 - 上窪貴一
- 編集 - 金田昌吉
- 制作担当 - 𠮷川和也
- ラインプロデューサー - 佐々木幸司
- 製作プロダクション - 東映テレビ・プロダクション

| 配信日          | 話数   | 脚本       | 監督     |
| --------------- | ------ | ---------- | -------- |
| 2023年 04月23日 | 第1話  | 川満佐和子 | 茶谷和行 |
| 6月04日         | 第2話  | 川満佐和子 | 茶谷和行 |
| 7月16日         | 最終話 | 川満佐和子 | 茶谷和行 |

#### IN SPACE
『王様戦隊キングオージャー IN SPACE』
2024年11月10日に東映特撮ファンクラブで配信のスピンオフドラマ。テレビシリーズ最終回の後日譚となる。
キャスト
- ギラ・ハスティー - 酒井大成
- ヤンマ・ガスト - 渡辺碧斗
- ヒメノ・ラン - 村上愛花
- リタ・カニスカ - 平川結月
- カグラギ・ディボウスキ - 佳久創
- ジェラミー・ブラシエリ - 池田匡志
- 桐生ダイゴロウ - 川名輪太郎
- リキ - 高岩芯泰
- ドリン - 其原有沙
- アイハブ - 桝田幸希
- ドギー・クルーガー（声） - 稲田徹『特捜戦隊デカレンジャー』
- ドンキング（声） - 林剛史
- 空蝉丸 - 丸山敦史『獣電戦隊キョウリュウジャー』
- 鳳ツルギ - 南圭介『宇宙戦隊キュウレンジャー』

スーツアクター
- キングレンジャー - 橋渡竜馬

スタッフ
- 原作 - 八手三郎
- 脚本 - 金子香緒里
- 脚本監修 - 高野水登
- 音楽 - 坂部剛、横山菁児、亀山耕一郎、山下康介、持田裕輔、佐橋俊彦
- プロデューサー - 大森敬仁、久慈麗人（東映）
- 撮影 - 相葉実
- 照明 - 林大樹
- 美術 - 田中涼、中田千晴
- 録音 - 甲斐匡
- 編集 - 金田昌吉
- スクリプター - 高山秀子
- 助監督 - 伊藤良一
- 制作担当 - 中島嘉隆
- ラインプロデューサー - 佐々木幸司
- 製作プロダクション - 東映テレビ・プロダクション
- 監督・アクション監督 - 坂本浩一
- 製作 - 東映特撮ファンクラブ

挿入歌
「Pride and Brave」
作詩 - 渡部紫緒 / 作曲 - 佐橋俊彦 / 編曲 - 坂部剛 / 歌 - 高取ヒデアキ
「虹色クリスタルスカイ」
作詩・作曲 - KYOKO / 編曲 - 京田誠一 / 歌 - 速水けんたろう

#### その他のスピンオフ
『特捜戦隊デカレンジャーwithトンボオージャー』
2024年6月16日に東映特撮ファンクラブで配信されたスピンオフドラマ。ヤンマ・ガスト / トンボオージャー、ヲゲラジームが登場。
『爆上戦隊ブンブンジャー formation lap 始末屋 オブ ギャラクシー』
2025年7月13日に東映特撮ファンクラブで配信されたスピンオフドラマ。ジェラミー・ブラシエリが登場。

### ネット番組
『東映特撮アクションクラブ』
東映特撮ファンクラブ、東映特撮YouTube Officialで2023年4月2日より配信されたトーク番組で、変身前を演じるキャストと変身後を演じるスーツアクター、アクション監督の渡辺淳が出演し、アクションシーンの舞台裏を解説する。
『キングオージャーチャンネル略してキングちゃん』
東映特撮ファンクラブ、テレビ朝日スーパーヒーロータイムチャンネルで2023年4月16日から2024年3月15日まで配信されたネットバラエティ番組。変身前を演じるキャスト6人（ジェラミー役の池田は3話から）がさまざまな企画に挑戦する。第3話からは進行役として一部の回を除きフリーアナウンサーの宮島咲良も登場する。

この2番組は、東映特撮YouTube Officialおよびテレビ朝日スーパーヒーロータイムチャンネルではダイジェスト版を、東映特撮ファンクラブでは完全版を放送する。

『側近戦隊ソッキンジャー』
東映特撮ファンクラブで2023年8月13日より配信されたトーク番組で、各国の王に仕える側近を演じるキャストたちが裏話などを披露する。

### バラエティ番組
『新世界 メタバースTV!!×王様戦隊キングオージャーコラボSP』
本作品放送後にテレビ朝日で放送されたバラエティ番組。2023年4月23日放送分で生放送コラボ。主要キャスト5人が出演。また、番組企画として『光と星のメタバース六本木』（アプリ『cluster』でログイン）もキングオージャー仕様となり、期間中一般参加者もクワガタオージャーアバターを使用できる。

### ショートアニメ
『もっふんといっしょ』
2023年6月4日より東映特撮ファンクラブにて配信されたショートアニメ。本作品の舞台の一つ、イシャバーナで放送されていた劇中アニメを『仮面ライダーゼロワン EVERYONE'S DAILY LIFE』などを手掛けた株式会社サイドランチが制作し、本作品のメインライターである高野水登が脚本を手掛けた。
きゃすと
- もっふん - おおつか・ほうちゅう
- ぱんぴー - かねみつ・のぶあき
- ぼんじ - かねみつ・のぶあき（3）
- カスブッタ - かねみつ・のぶあき（3528）

すたっふ
- げんさく - はって・さぶろう
- きゃくほん - たかの・みなと
- プロデュース - おおもり・たかひと、くじ・よしと、たかはし・りょうへい
- しんこう - ばん・はるな、はまだ・みつ（サイドランチ）
- おんがく - みずぐち・こうじ
- キャライラスト - いぬがみ・りと（1 - 3・57）
- タイトルふでもじ - かさはら・ゆん.（3528）
- えコンテ - りんご（1 - 3・57）、やまもと・よしてる（3528）
- イラスト - いたどり・しゅう（3528）
- アニメーション - いぬがみ・りと、りんご（1 - 3・57）
- へんしゅう - おおた・ゆうや（1 - 3）、さわぐち・せいな（57）、めがた・りゅうと、なかざと・げんき（3528）
- せいさくプロダクション - サイドランチ
- せいさく - とうえいとくさつファンクラブ

しゅだいか「もっふんのうた」
さくし・さっきょく - たかの・みなと / へんきょく - みずぐち・こうじ / うた - よしだ・ひとみ
| 配信日          | 話数       | サブタイトル        |
| --------------- | ---------- | ------------------- |
| 2023年 06月04日 | 第1もふ    | 遭遇                |
| 06月11日        | 第2もふ    | 集落                |
| 06月18日        | 第3もふ    | 小型                |
| 10月01日        | 第57もふ   | 増殖                |
| 10月08日        | 第3528もふ | 千花繚乱編 暁に消ゆ |

### ゲーム
『フォートナイト』
2023年9月10日より、東映の一組織である東映ツークン研究所がゲーム内に「王様戦隊キングオージャー 王の間を取り戻せ!訓練編」をクリエイティブモードの島として公開。ゲームの中でシュゴッダムの世界を体感できる。第2弾のンコソパ編「走れ!登れ!ンコソパのテッペン目指せ!」は2023年9月24日公開、第3弾のゴッカン編「ザイバーン城に納品せよ!」は2023年11月10日公開、第4弾のイシャバーナ編「イシャバーナ 花々に誘われて」は2023年12月23日公開、第5弾のトウフ編「黒子からの挑戦畳～TaTami・Sushi・Samurai～」は2024年1月28日公開、第6弾の「コーカサスカブト城 ウチュー決闘裁判戦」は2024年2月5日に公開された。2024年2月29日で公開終了予定。

### Webコミック
『ゴッカンのリタ 王様戦隊キングオージャー』
2023年11月10日から配信されたフルカラーWebコミック。リタ目線でテレビシリーズ1話から5話までを再構築したもの。配信は東映特撮ファンクラブが横読み電子書籍方式、BookLiveとBookLive!funが縦読み方式、ピッコマが縦読みのSMARTOON方式。